# Ystad

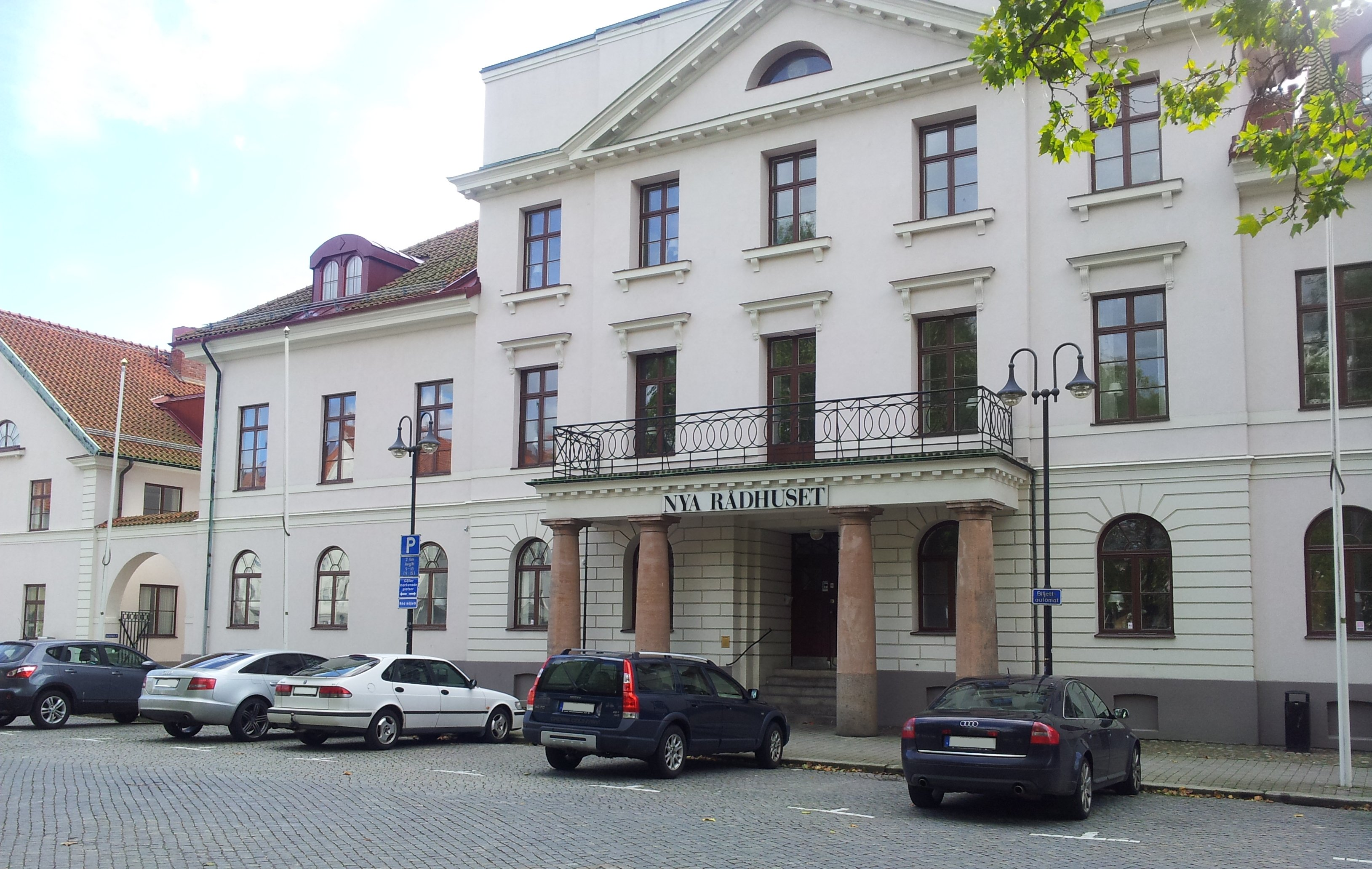
Nya Rådhuset vid Österports torg.

För andra betydelser, se Ystad (olika betydelser).
Ystad (uttal [ˈyːsta] ( lyssna)) är en tätort och centralort i Ystads kommun i Skåne län, belägen på Skånes sydkust.

## Historik

Ystads vapen.

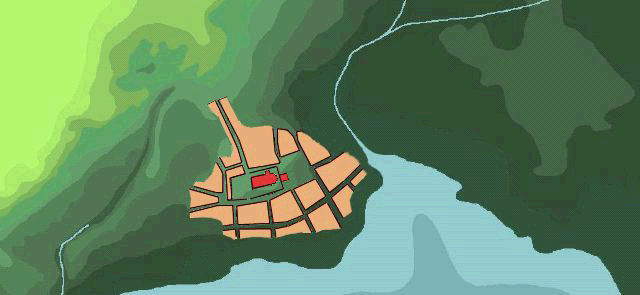
Ystad på 1200-talet.

### Namnet
Ortnamnet omtalas första gången 1244, då som ”Viistatha”. År 1285 skrevs namnet Ystath. Ett flertal tolkningar av namnet har framförts. Vissa har menat att ”Y”:et åsyftat orten ”Öja” och att platsen varit Öjas strandmark. En annan tolkning har varit att Y:et förväxlats med ”I” i betydelsen ”Isas stad”. Andra har menat att förledet ursprungligen varit y(r), det vill säga namnet för idegran. Ytterligare en tolkning har varit att förledet varit ”Ly” i den meningen att sjöfarare här i bukten sökt ly för hårda vindar. Den senaste tolkningen utgår från det äldsta omnämnandet 1244 där förledet är ordet ”Vi”. Ett ”Vi” var en vikingatida offerplats, ofta belägen nära kusten. På 1600-talet skrevs namnet Ysted, Ystedh eller Ystæd på danska, Ystad på svenska.

### 1100-talet
Genom de danska erövringarna utmed södra Östersjökusten i slutet av 1100-talet under Absalons, biskop i Roskilde och ärkebiskop i Lund, ledning skapades fred kring södra Östersjöns kuster. Samtidigt uppstod den tyska Hansan vilket gjorde sillfisket och handeln med fisk attraktiv utmed den skånska kusten. Vid Vassaåns mynning, uppstod därför troligtvis under slutet av 1100-talet en fiskhandelsplats. 

### 1200-talet

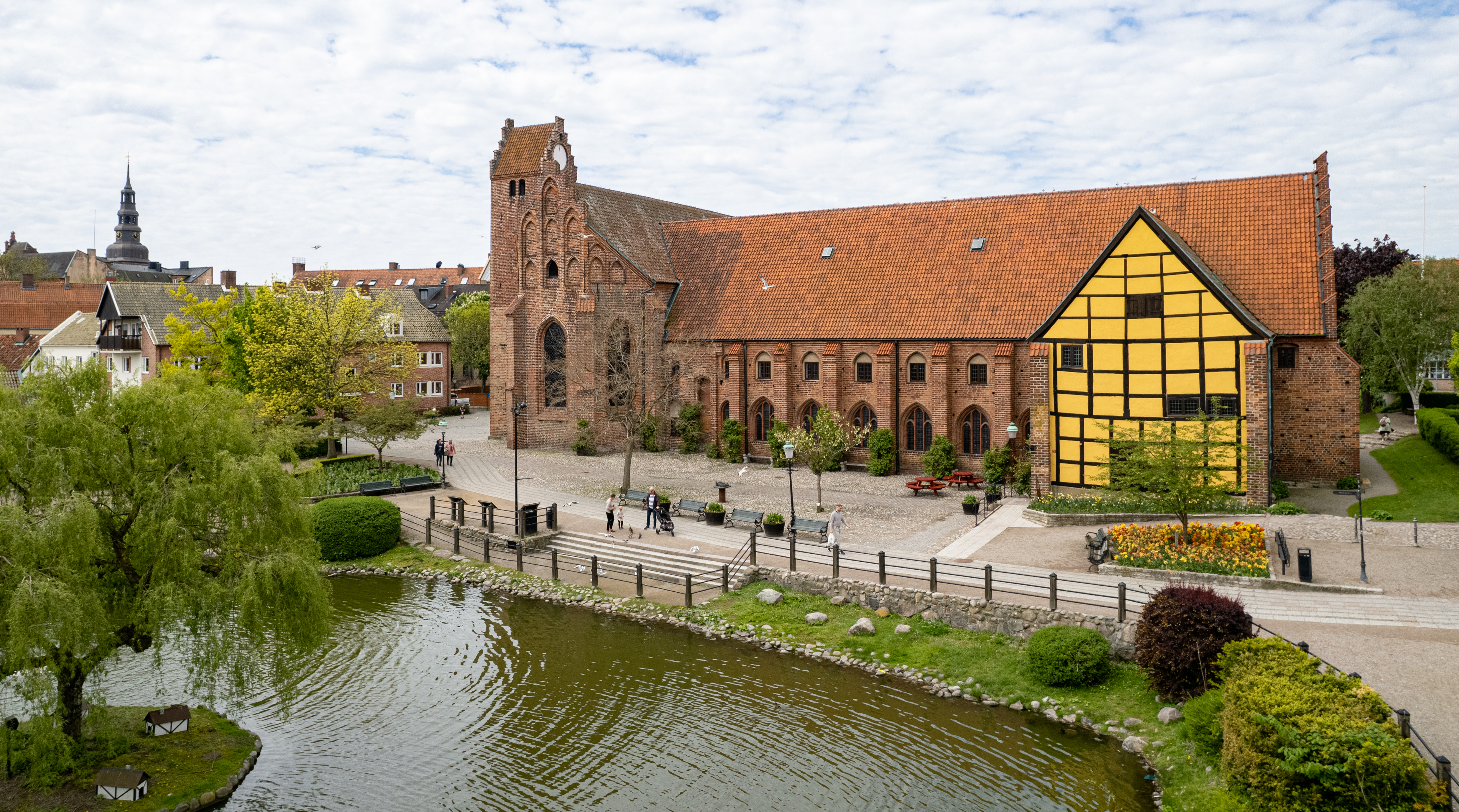
Gråbrödraklostret i Ystad.

Ystad nämns för första gången 1244 när konung Erik och hans broder Abel besökte staden. Den äldsta staden uppstod på en höjd strax väster om Vassaån. Här anlades stadskyrkan S:ta Maria kyrka, en av Skånes äldsta kyrkor i tegel. I dag kvarstår dock endast en mindre del av den ursprungliga kyrkan. Direkt invid kyrkan utstakades stadens torg och här uppfördes också dess rådhus. Rådhusets ursprungliga, medeltida källare är fortfarande bevarad. Ett franciskanerkloster grundades i staden antingen 1258 eller 1267 under ett ärkebiskopligt intrigspel då kyrkan och kungamakten låg i strid med varandra. Ystad fortsatte dock att vara en kunglig stad, vilket i viss mån bekräftas av sigillet med lejonet som heraldisk figur.

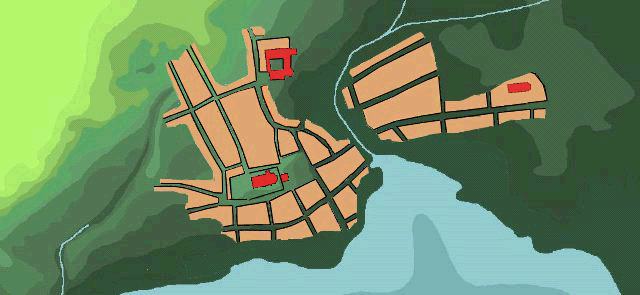
Ystad på 1300-talet.

### 1300-talet
Runt 1300 utvidgades staden genom nybebyggelse på höjden strax öster om Vassaån. Här uppfördes den nya stadsdelens sockenkyrka, S:t Nicolai. Vassaån hade under medeltiden ett så kraftigt vattenflöde att franciskanerklostret till och med kunde anlägga en vattenmölla vid ån. 1363 omtalas rådmän för första gången i Ystad. Dessa måste dock ha funnits redan vid stadens grundande. 1376 finns de äldsta bevarade skrifterna om ett lübskt kompanihus i staden. Kompaniet var ett handelsgille för tyska köpmän. I det så kallade "Schonenfahrenarkivet" i Lübeck finns en medeltida skiss över byggnaden.  Ett Heligandshus omtalas för första gången 1398. Sjukhuset, som bestått av kyrka, kyrkogård och sjukhusbyggnad, har lokaliserats till området öster om ån. Man har på platsen bland annat hittat skelett och en sparbössa med 294 mynt från åren 1440-1513.

### 1400-talet
År 1410 omtalades ett spetälskesjukhus, hospital, för första gången. Vid utgrävning 1897 nordost om, och omkring 150 meter utanför, det forna Österport påträffades gravar och byggnadsrester som kan härröra från sjukhuset. Spetälskesjukhusen lades alltid utanför städerna på grund av smittorisken. 
I staden fanns ett S:t Knutsgille för de rikare borgarna. Detta gille omtalas för första gången 1442. Man sålde då sin del i en fastighet som man ägt tillsammans med skomakaregillet S:t Jacobs lag. 
År 1489 donerade Morten Jenssen i Veberöd sin gård på Norregatan väster om gatan i nuvarande kvarteret Lovisa till S:t Jacobs altare i S:ta Maria kyrka. Detta var skomakaregillets altare. 

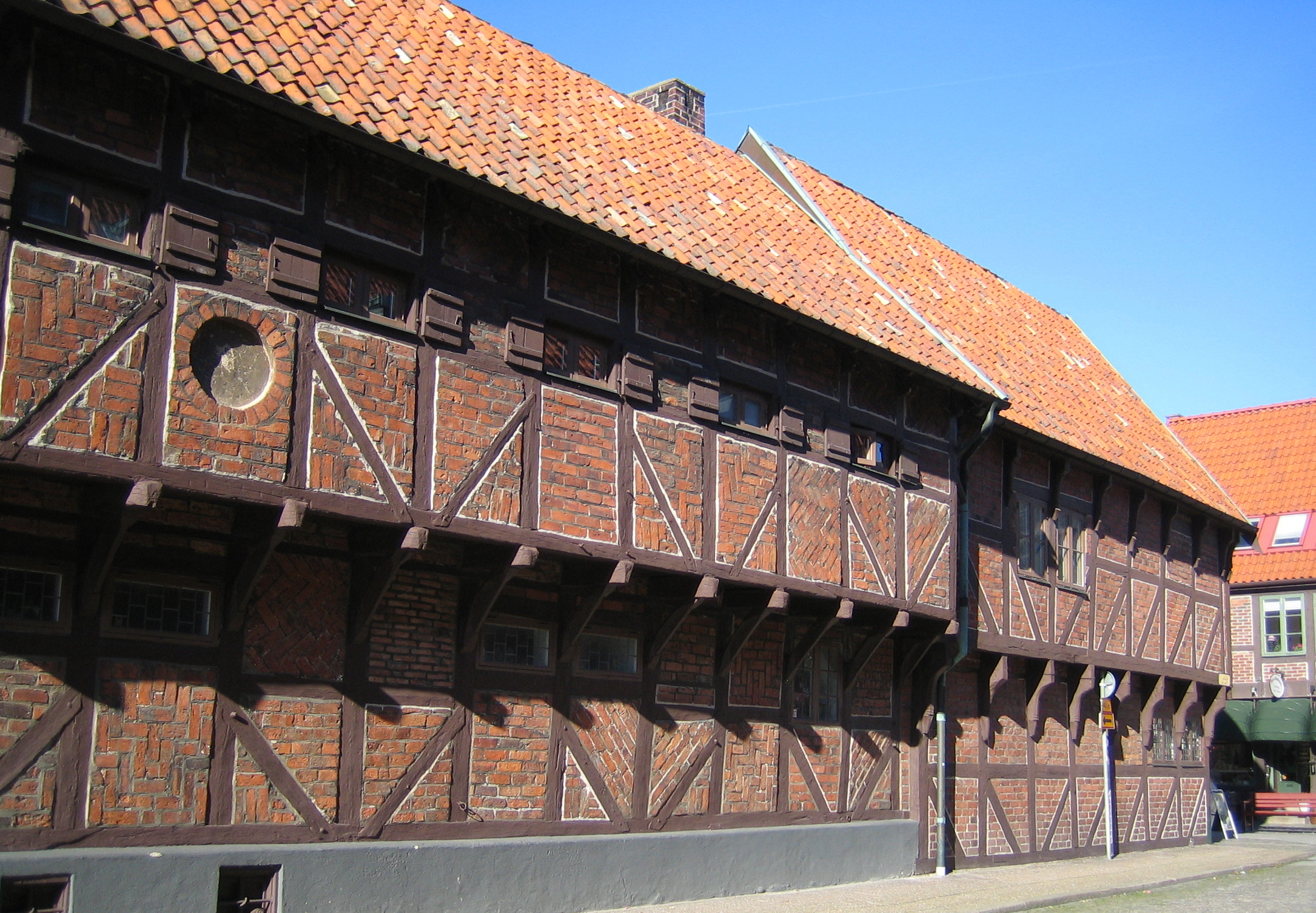
Pilgrändshuset, uppfört under 1480-tal.

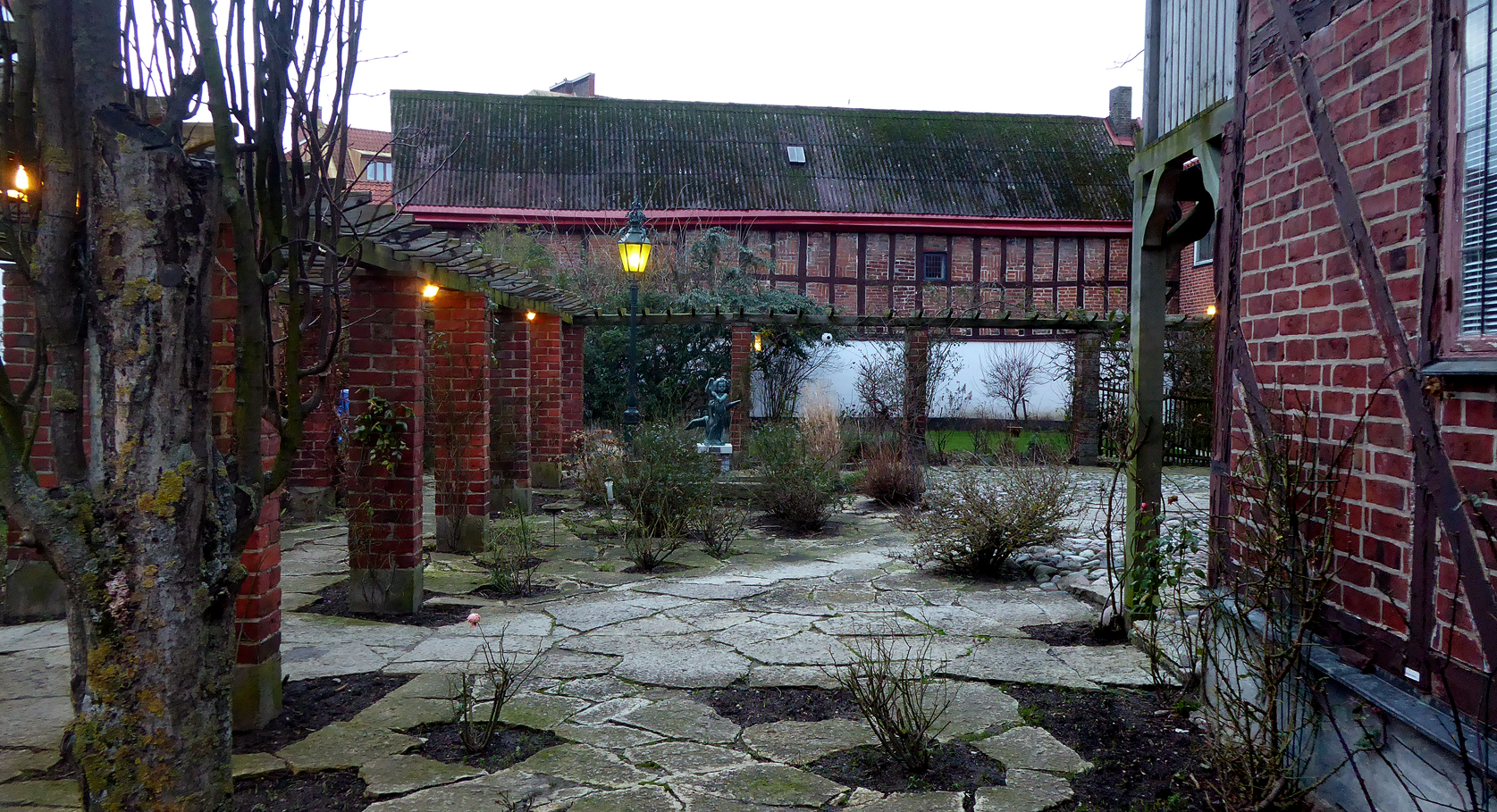
Pilgrändshusets trädgård i januari 2020.

Den södra delen av Skandinaviens äldsta bevarade korsvirkeshus, Pilgrändshuset, byggdes 1480. Tegelhuset "Brahehuset" uppfördes 1490. Fram till 1700-talet pryddes huset med Brahesläktens vapen. På Stortorget fanns vid denna tid fyra brunnar och en rådstuga med tillhörande ölstuga i källaren.
År 1495 nämndes dårkistan i Ystad för första gången i bevarat källmaterial. Denna inrättning låg öster om ån. Uppgiften är den äldsta kända som omtalar ett sinnessjukhus i Danmark. Då den i Ystad låg nära Helgeandshuset har den kanske ingått i denna sjukhusanläggning.

### 1500-talet
Flera i dag bevarade hus i staden byggdes under denna tid: Latinskolan och Birgittahuset, två betydande tegelhus med trappgavlar, samt Änglahuset och Kemnerska gården. År 1532 nåddes Ystad av reformationen och franciskanermunkarna kastades handgripligen ut ur klostret. Klostret blev ett sjuk- och fattighus. Rådhuset, med stadens arkiv, brändes ner av svenskarna 1569. S:t Nicolai kyrka på Stora Östergatan revs 1572 och resterna användes för att bygga upp Gamla Rådhuset på Stortorget. Sillfisket tog slut och varuutbytet av oxar och hästar med nordtyska städer fortsatte. Ystad fick ett privilegiebrev 1599, vilket fastslog Ystad som exporthamn för oxar. Oxarna samlades på Packartorget, framför nuvarande Hotell Continental innan de lastades på fartygen.

### 1600-talet
Under en svår storm störtade Mariakyrkans västra del 1648. Efter kungligt påbud fick borgarna hjälp från andra församlingar i Skåne att bygga upp kyrkan på nytt. Tre år senare stod den nya, utvidgade kyrkan klar. Det skulle dock dröja till 1688 innan västtornet var färdiguppfört. Ystad blev en svensk stad 1658 och hade då cirka 2 000 invånare. Svenskarnas ankomst medförde bland annat inkvarteringar av soldater som var tunga för både stadsbor och byborna runtomkring.  Man hade två borgmästare precis som på dansktiden. 1676 landsteg danskarna under general Cornelis Tromp och det var hetsiga stridigheter från och till under tre år. Bland annat avslöjades de tyska handelsmännen som hade sitt eget kvarter med att ha smugglat för svenskarna. Danskarna skickade ut friskyttarna under fogden Johan Haksen att arrestera de sexton anklagade handelsmännen. Sommaren 1678 plundrades Ystad av danska trupper som straff för smuggleriet. Befolkningen blev dock förvarnad eftersom de räknades som danskar och fick ta sig ner till stranden under militärvakt innan plundringen började. 
Postjakterna mellan Ystad och Stralsund startade när svenskarna tog över Skåne och behövde kontakt med sina tyska provinser.

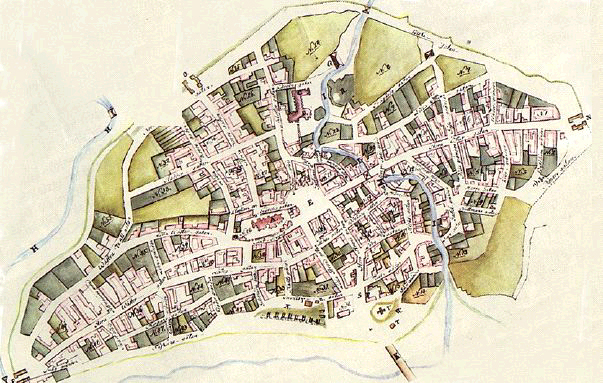
Ystad på 1700-talet.

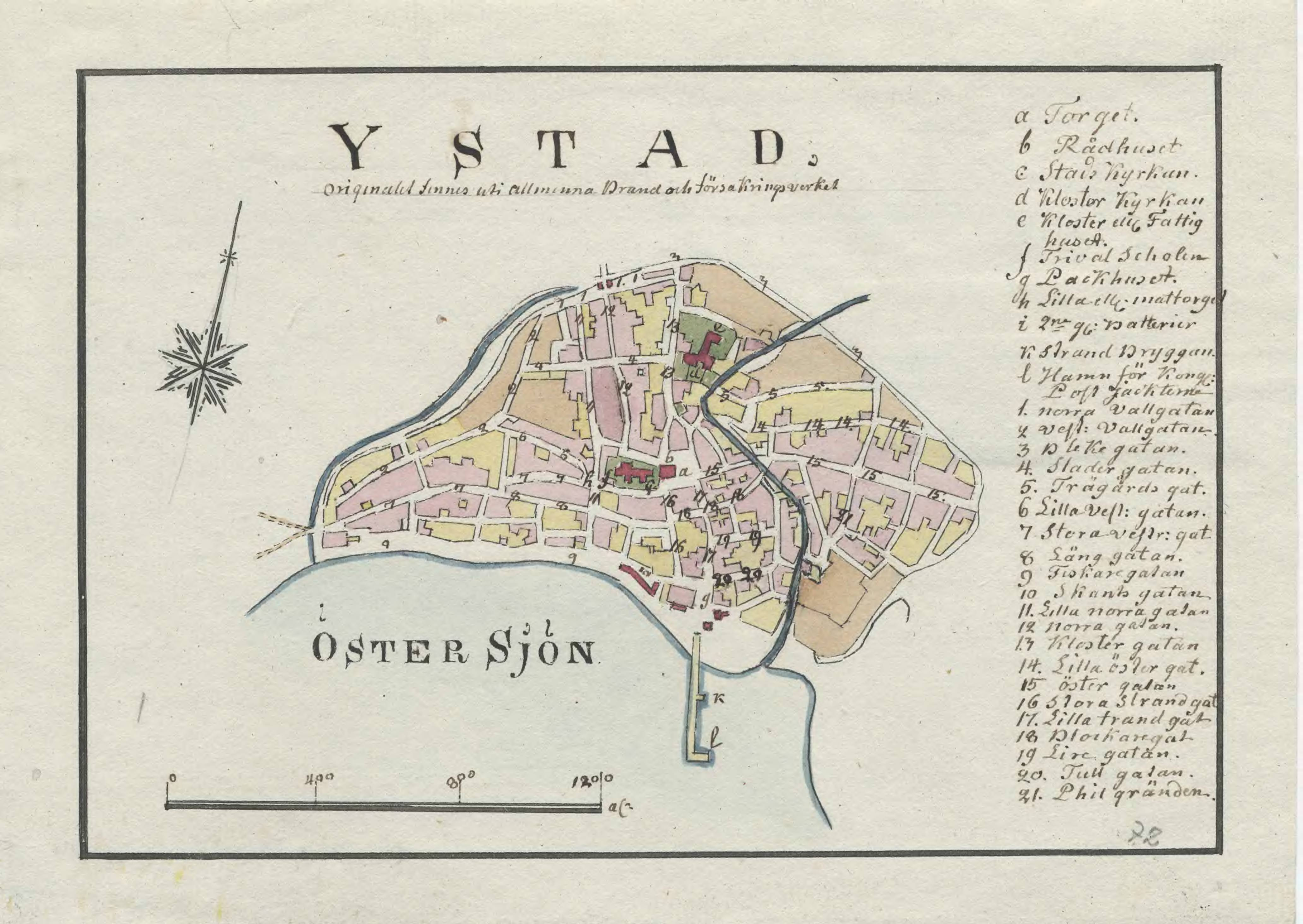
Karta över Ystad från 1790-talet

### 1700-talet
Karl XII besökte och bodde i staden vid flera tillfällen på väg till och på väg hem från sina resor i Europa. Stadsportarna behölls men trästaketet runt staden ersattes av en vall som avskärmning.

### 1800-talet

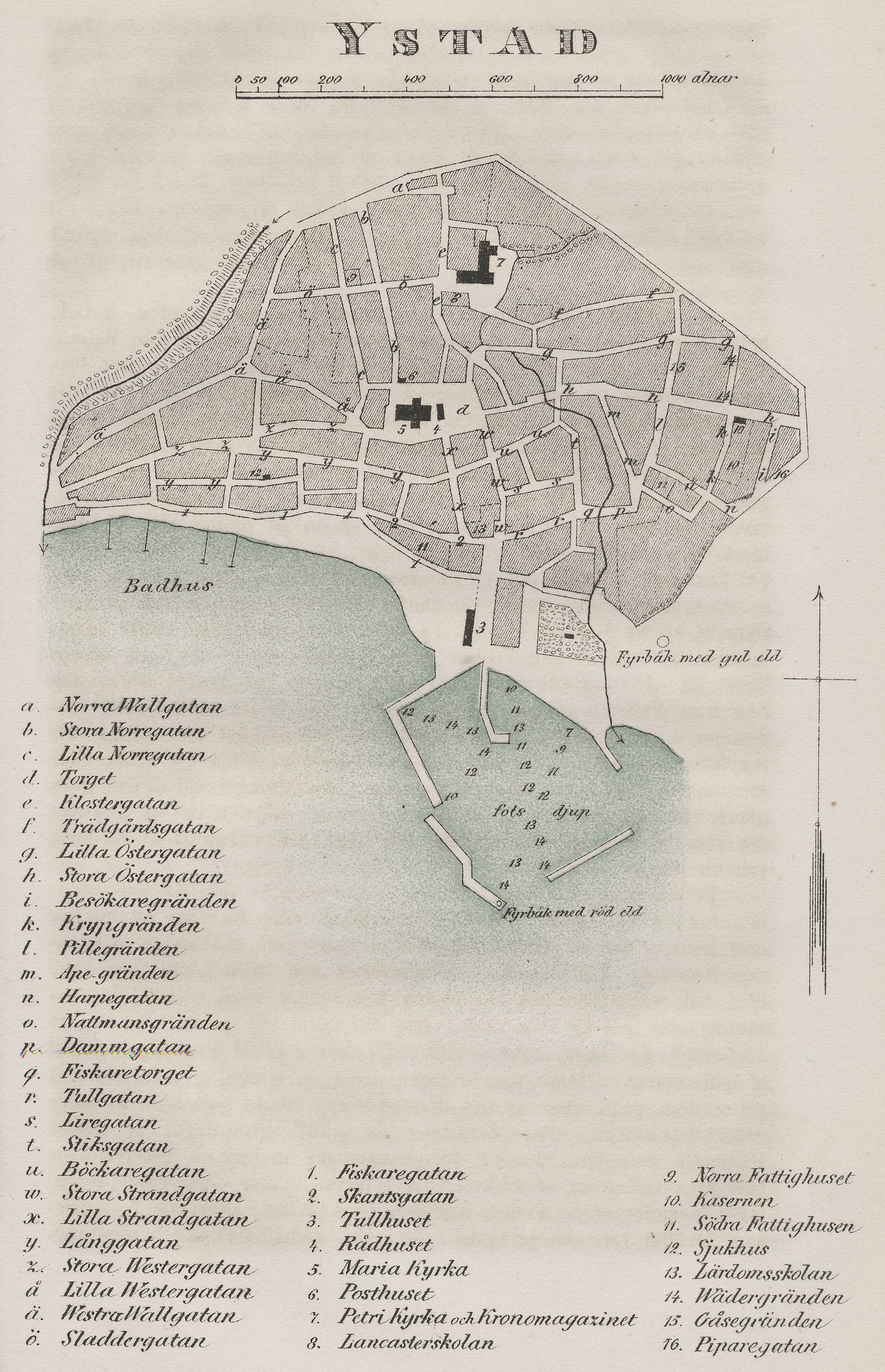
Ystad på 1850-talet.

Napoleon I:s Östersjöblockad innebar ett stort uppsving för Ystads handel genom smugglingen. Många köpmän blev rika och detta visade man genom att låta uppföra stora privata hus, bland annat Hembergs hus, Siriushuset och Nya Rådhuset. Skeppsbron var en centralpunkt i Ystads historia och en hamn började att anläggas med stenpirer som skydd i början av 1800-talet. Planteringen av Sandskogen för att hindra sandflykten gjorde Ystad till en badort vid sekelskiftet 1900. 1829 invigdes Hôtel Continental du Sud, numera Hotell Continental, vilket är Sveriges äldsta hotell. Järnvägen Ystad-Eslöv stod klar 1866 och den så kallade Grevebanan Ystad-Malmö invigdes 1874.
På 1890-talet blev Ystad en garnisonsstad. Kaserner låg på Stallgatan vid gågatan. Teatern på Stortorget brann ner och ersattes 1894 av en ny teaterbyggnad vid Sjömansgatan. Den är i dag en av Sveriges bäst bevarade teatrar. Från denna tid finns även Charlotte Berlins bostad på Dammgatan och hennes samlingar bevarade som Charlotte Berlins museum.

### 1900-talet
Ystads Fornminnesförening bildades 1907 då klostret ”räddades” åt eftervärlden. Under 1920-60-talet hade företaget Ystad-Metall sin storhetstid.
Utställningen fritiden i Ystad arrangerades 1936. Staden fick under perioden ett konstmuseum och man anlade lekplatser och cykelstråk. Korsvirkesstaden blev Fritidsstaden. I mitten av 1900-talet fick Ystad färjetrafik till Bornholm och till Swinoujscie i Polen.

### 2000-talet
Efter att ha varit en av filmens pionjärstäder i Sverige vid förra sekelskiftet, har Ystad nu återtagit sin plats som filmstad. 2004 etablerades Ystad Studios på delar av det nedlagda regementets områden. Satsningen innebär att ett av landets tre filmcentra nu finns i staden. Här finns också Biografteatern Scala, Sveriges äldsta (för ändamålet byggda) biograf, restaurerad till originalskick, med modern teknik.
Ystad hade varit förbindelsepunkt med övriga Europa redan som dansk stad, men särskilt betydande under stormaktstiden när förbindelsen till Svenska Pommern via Stralsund var viktig. Den urgamla leden kom norrifrån via Vä och Brösarp. Fram till 1800-talet var staden den ledande hamnstaden i Skåne, men förlorade alltmer sin gamla betydelse under andra halvan av 1800-talet. Södra stambanans slutpunkt blev Malmö i stället för först tänkta Ystad, likaså drogs den första telegraflinjen dit, och Trelleborg tog under senare delen av 1800-talet över färjetrafiken med kontinenten. Dessa omständigheter bidrog till att stadens centrum bevarades under en period när gammal bebyggelse fick ge vika för den nya tidens stenstad, vilket gjort att staden kan uppvisa 300 korsvirkeshus i centrum, varav många med rötter i medeltiden. Staden blev så småningom en skolstad och militärstad, något som fram till regementsnedläggningarna i slutet av 1900-talet dominerade staden. Idag är det hamnen med färjetrafik till Polen och Bornholm, turism, handel och offentlig service samt pendling till Malmö och Lund som försörjer stadens invånare.

### Militärstaden

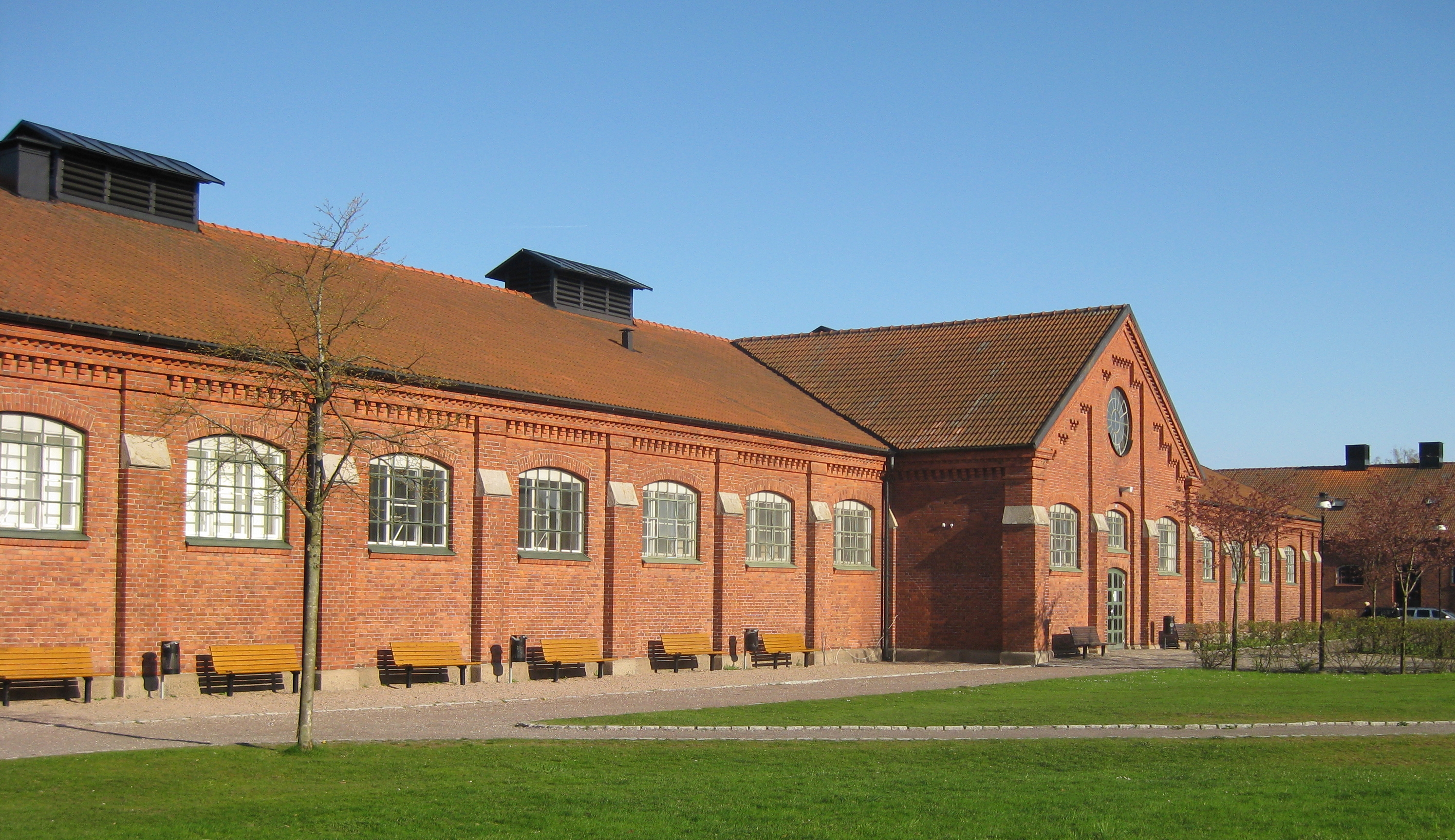
Stallbyggnader, numera biograf.

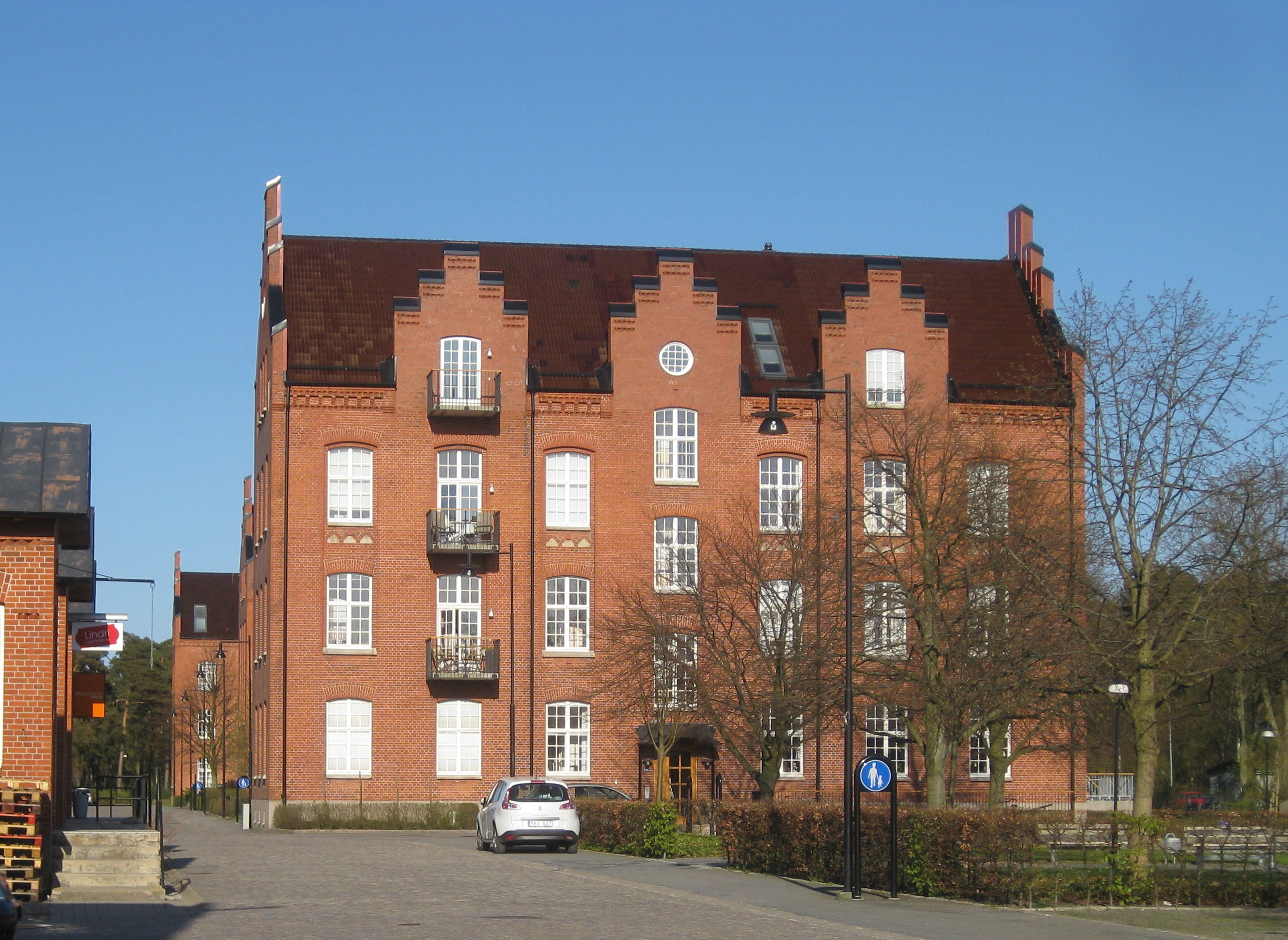
Logementsbyggnader, numera bostäder.

Ystad blev garnisonsstad 1812 när Mörnerska husarregementet (K 7) förlade delar av sin verksamhet till Östergatan-Krypgränd (sista byggnaden revs 1975). Regementet kom 1882, då benämnt Husarregementet Konung Karl XV (K 7), att omlokaliseras från Ystad för att samla all sin verksamhet i Helsingborg. Staden var dock bara utan ett militärt förband fram till 1897 då Skånska dragonregementet (K 6) förlades till staden i nybyggda kaserner på Dragongatan 36. 1928 övertog Södra skånska infanteriregementet (I 7) kasernerna, efter att tidigare varit förlagda vid sin mötesplats på Revingehed utanför Lund. Den 31 december 1997 avvecklades garnisonen, med det avslutades även epoken om Ystad som garnisonsstad.

### Administrativa tillhörigheter
Ystads stad ombildades vid kommunreformen 1862 till en stadskommun. Stadskommunen uppgick 1971 i Ystads kommun med Ystad som centralort.
I kyrkligt hänseende har orten från 1884 hört till Ystads församling, före 1919 benämnd Ystads stadsförsamling. Före 1884 var församlingarna Ystads Sankta Maria församling och Ystads Sankt Petri församling.
Orten ingick till 1961 i domkretsen för Ystads rådhusrätt och därefter till 1 juli 1967 i Vemmenhögs, Ljunits och Herrestads häraders tingslag och sedan till 1971 i Ystads domsagas tingslag. Sedan 1971 ingår Ystad i Ystads domsaga.

### Befolkningsutveckling

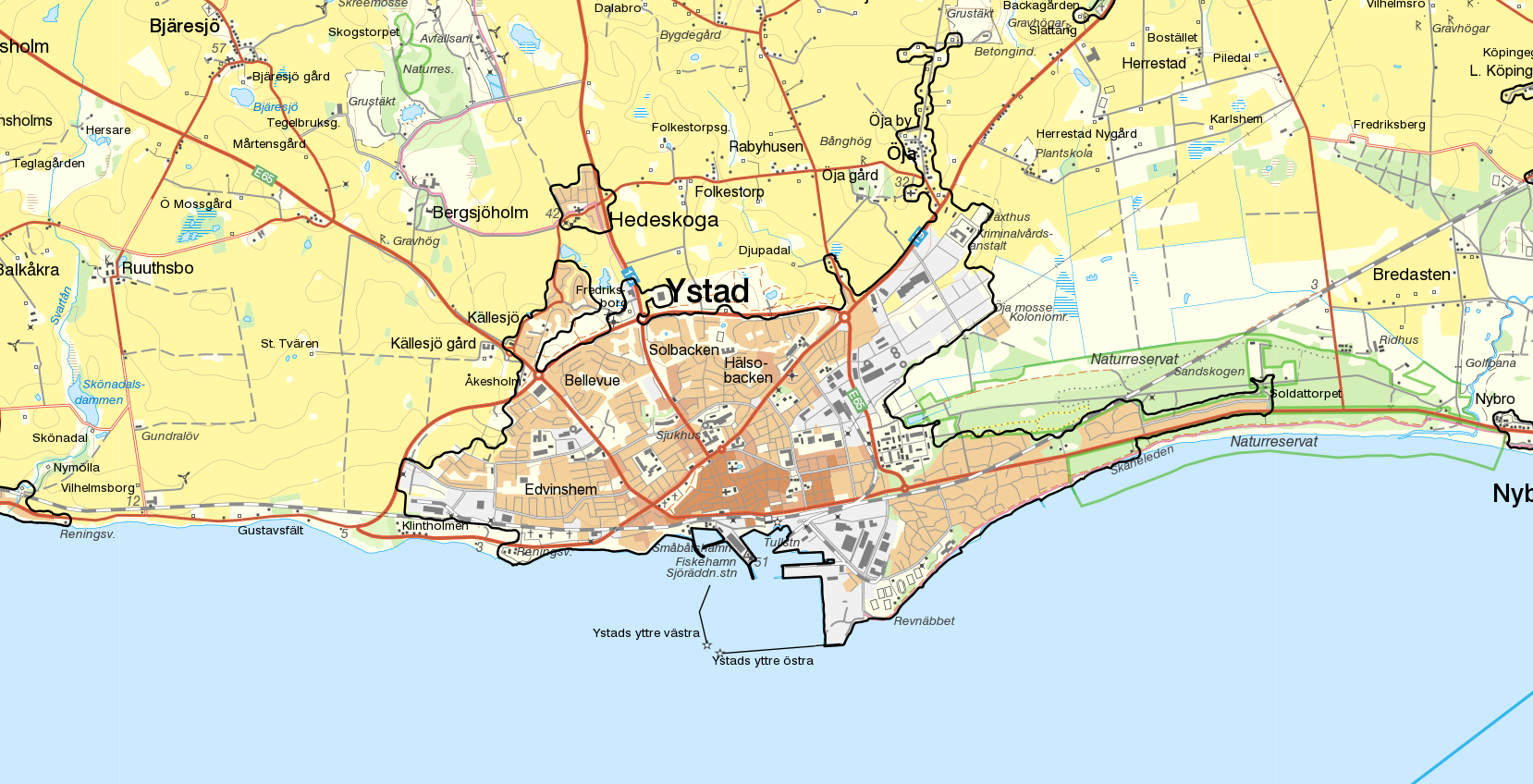
Den av Statistiska centralbyrån avgränsade tätorten Ystad, med gränserna från tätortsavgränsningen 2015. På kartan syns även tätorten Hedeskoga, belägen norr om Ystad.

| Befolkningsutvecklingen i Ystad 1960–2020                       | Befolkningsutvecklingen i Ystad 1960–2020 | Befolkningsutvecklingen i Ystad 1960–2020 | Befolkningsutvecklingen i Ystad 1960–2020 | Befolkningsutvecklingen i Ystad 1960–2020 |
| --------------------------------------------------------------- | ----------------------------------------- | ----------------------------------------- | ----------------------------------------- | ----------------------------------------- |
|                                                                 |                                           |                                           |                                           |                                           |
| År                                                              |                                           |                                           | Folkmängd                                 | Areal (ha)                                |
| 1960                                                            | 1960                                      |                                           | 13 568                                    |                                           |
| 1965                                                            | 1965                                      |                                           | 13 844                                    |                                           |
| 1970                                                            | 1970                                      |                                           | 14 164                                    |                                           |
| 1975                                                            | 1975                                      |                                           | 14 286                                    |                                           |
| 1980                                                            | 1980                                      |                                           | 14 382                                    |                                           |
| 1990                                                            | 1990                                      |                                           | 15 667                                    | 745                                       |
| 1995                                                            | 1995                                      |                                           | 16 291                                    | 757                                       |
| 2000                                                            | 2000                                      |                                           | 16 851                                    | 779                                       |
| 2005                                                            | 2005                                      |                                           | 17 286                                    | 795                                       |
| 2010                                                            | 2010                                      |                                           | 18 350                                    | 865                                       |
| 2015                                                            | 2015                                      |                                           | 18 806                                    | 1 102                                     |
| 2020                                                            | 2020                                      |                                           | 20 195                                    | 1 099                                     |
| Anm.: Sammanvuxen med småorten Öja 2015. och med Hedeskoga 2023 |                                           |                                           |                                           |                                           |

## Bebyggelse
Ystad brukar ses som den stad i Skåne där bebyggelse från senmedeltid till 1700-tal bevarats bäst. Gatunätet i gamla staden är i stort sett oförändrat sedan medeltiden och flera senmedeltida byggnader finns bevarade, till exempel Kemnerska gården. Apotekarhuset från 1400-talet är ett av de äldsta ännu bebodda husen i hela Skandinavien.

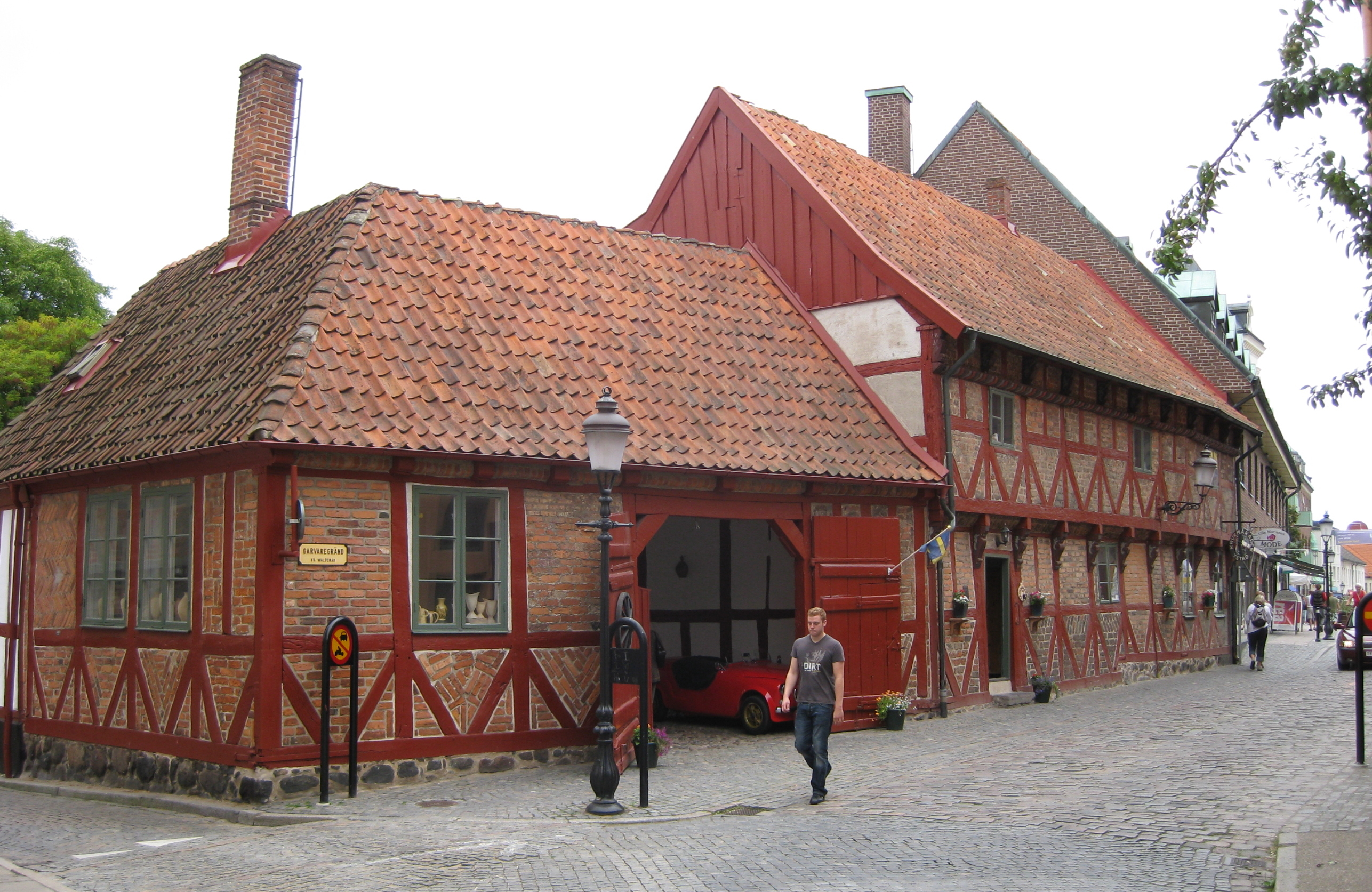
Apoteksgården.
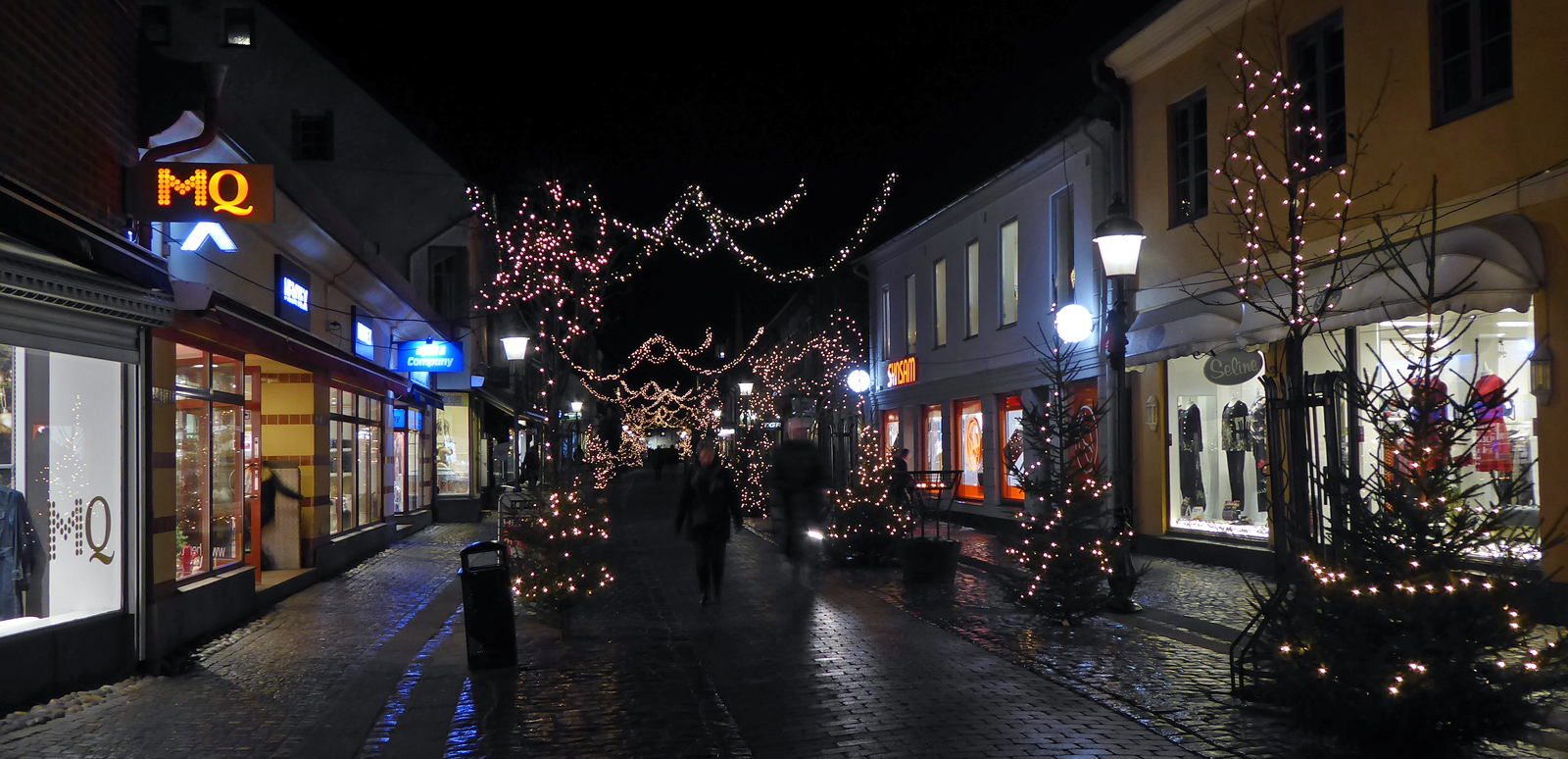
Stora Östergatan 2016.
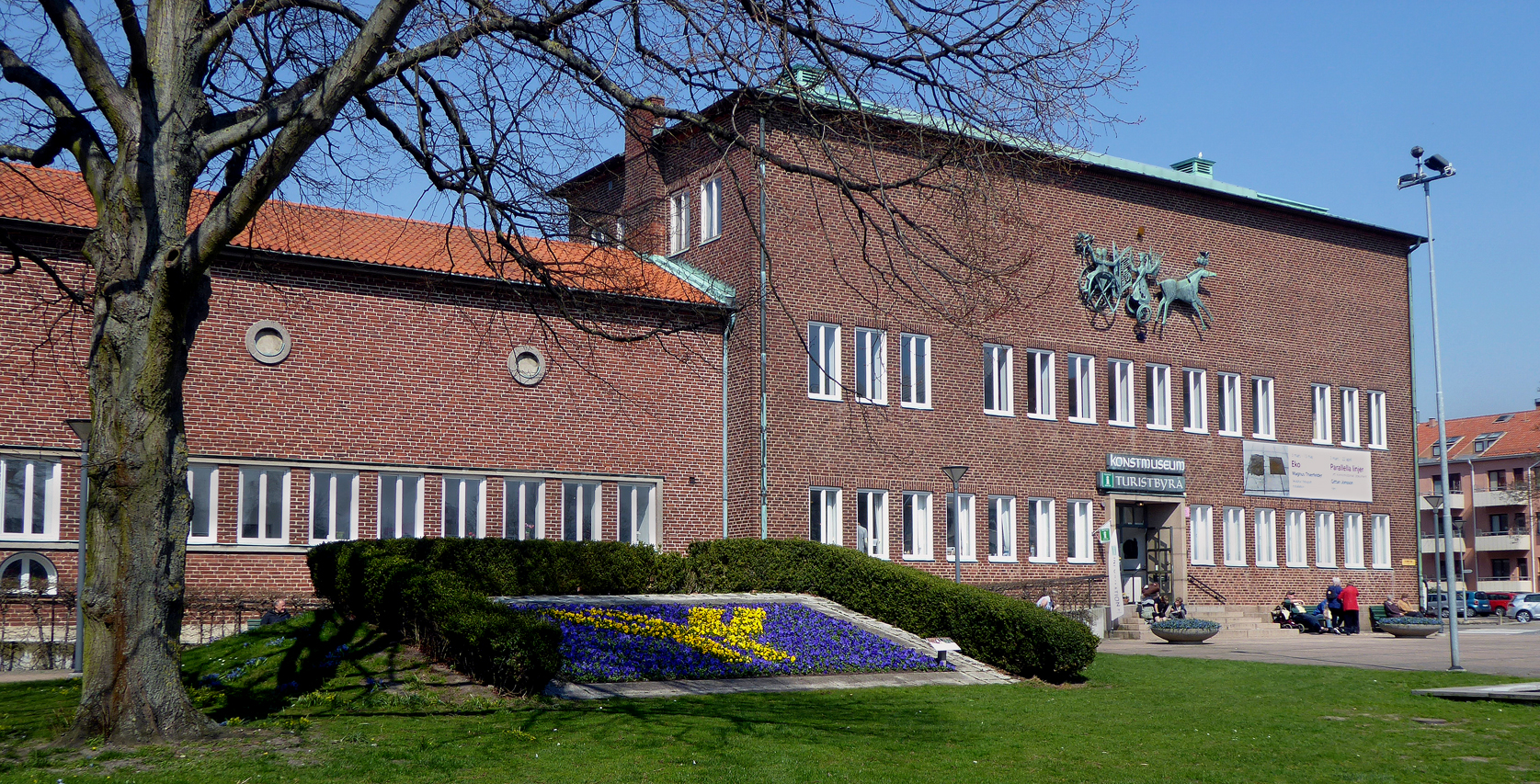
Ystads Konstmuseum.
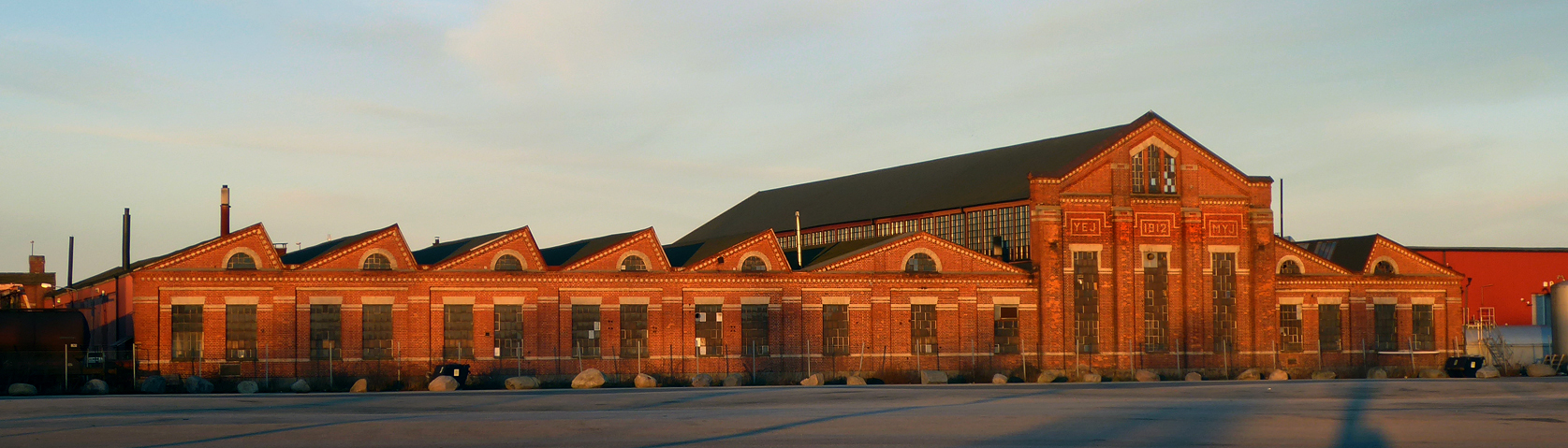
Järnvägsverkstad, byggd 1912 för servis av Ystad - Eslövs Järnväg och Malmö - Ystads Järnväg, se initialer på byggnaden.

### Kyrkobyggnader
Några av Ystads kyrkor är den gamla klosterkyrkan Sankt Petri kyrka, Sankta Maria kyrka och St. Nikolai katolska kyrka. Under senmedeltiden anlades ytterligare en kyrka, Sankt Nicolai kyrka, men den revs i och med reformationen.

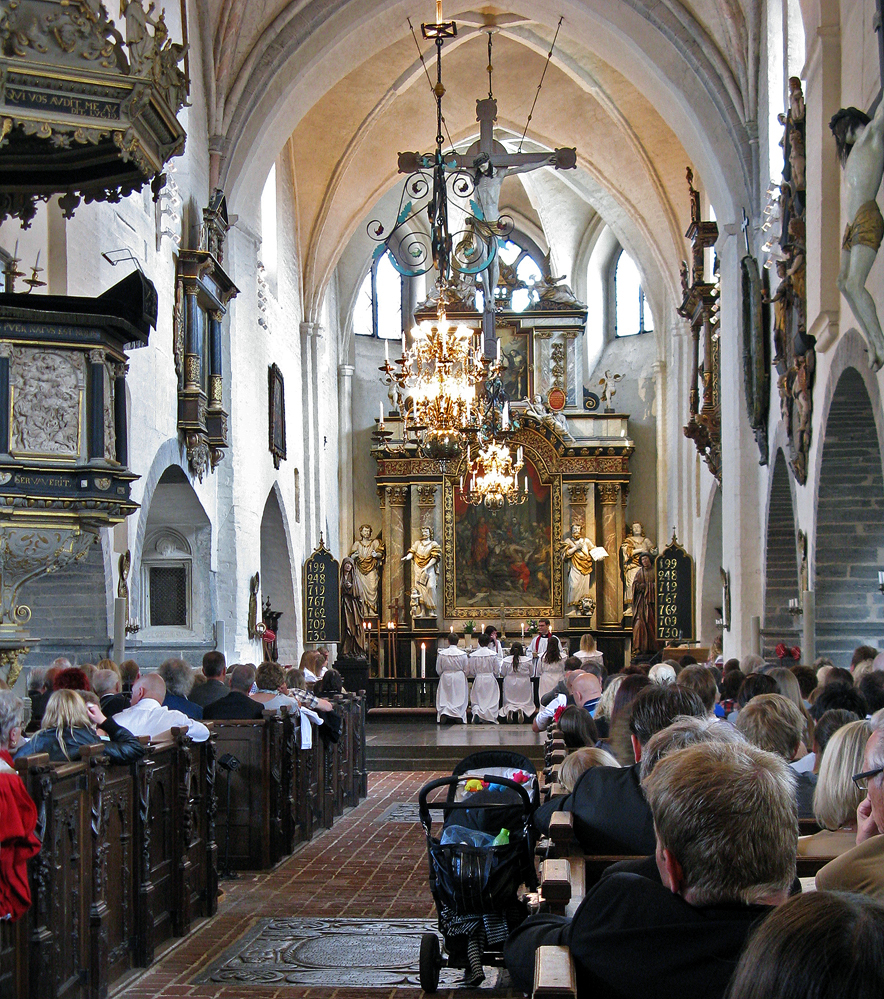
Konfirmation i Sankta Maria kyrka, Ystad 14 maj 2011.
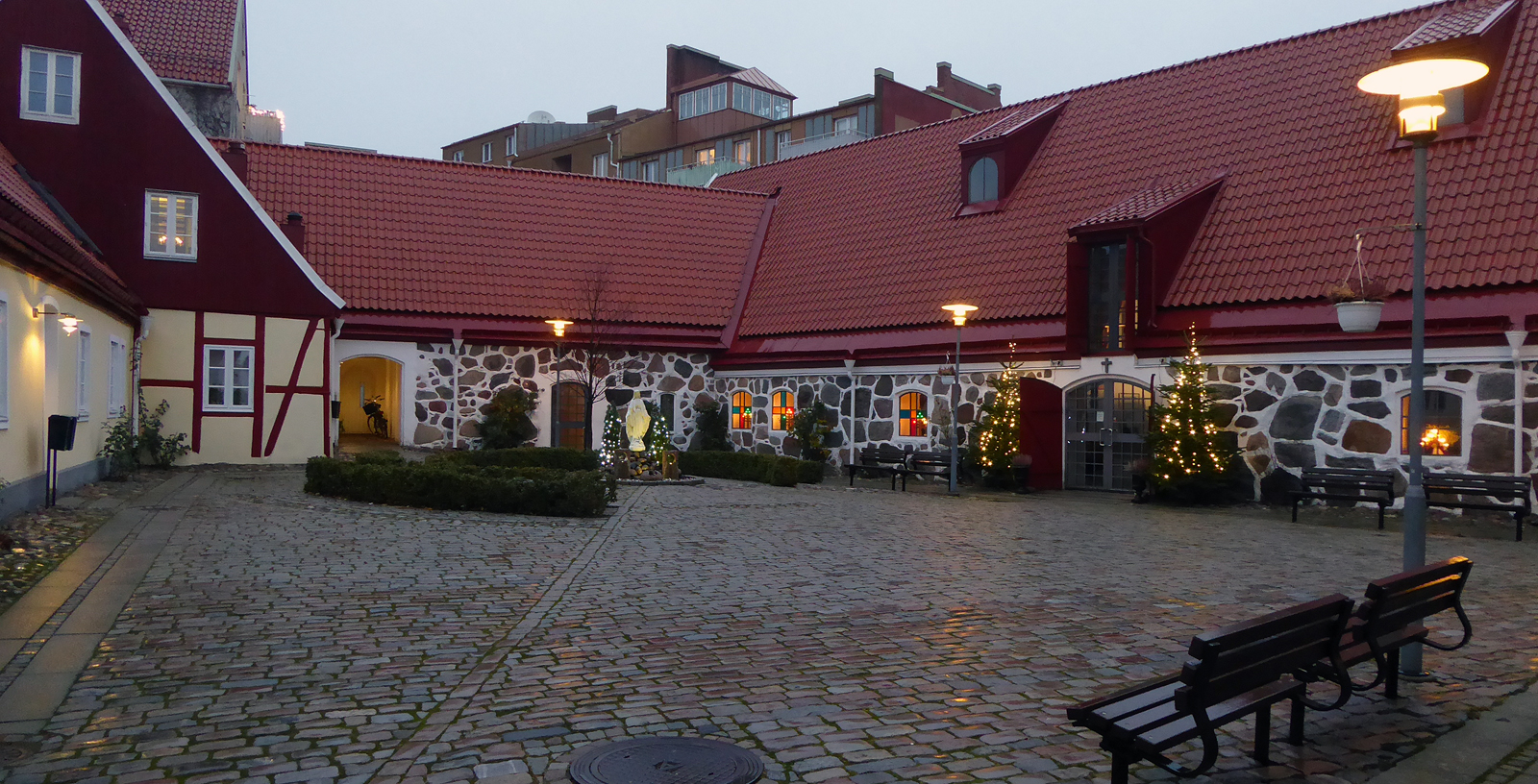
St. Nikolai katolska kyrka i Ystad. 25 dec 2016.
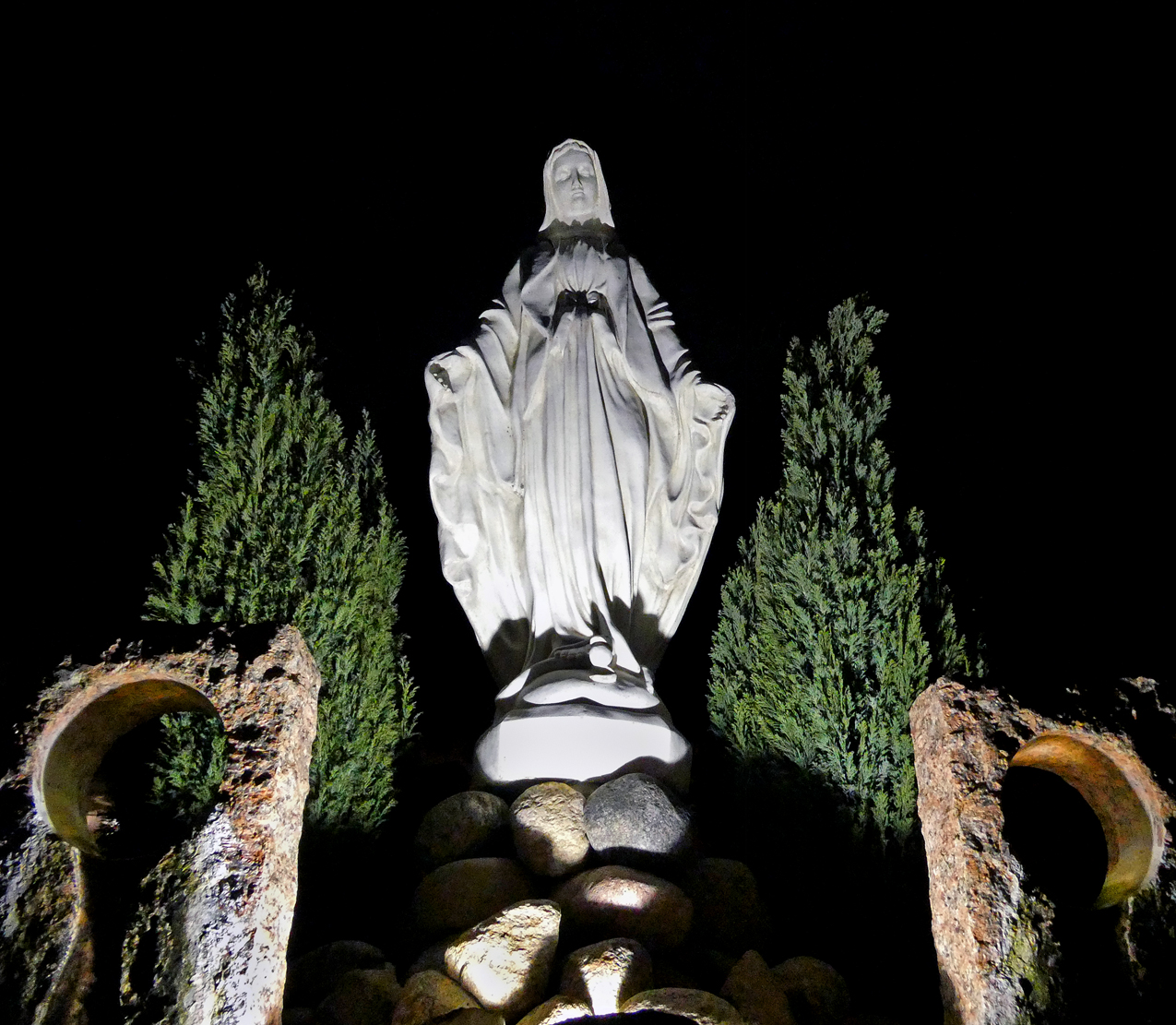
Jungfru Maria vid St. Nikolai katolska kyrka i Ystad 2021.

### Stadsdelar
I april 2016 fastställde samhällsbyggnadsnämnden vid Ystads kommun de officiella namnen och gränserna mellan stadens stadsdelar.
- Bellevue
- Edvinshem
- Egnahem
- Gamla staden
- Gjuteriet
- Hamnen
- Hälsobacken
- Källesjö
- Regementet
- Sandskogen
- Solbacken
- Surbrunnen
- Västra industriområdet
- Västra sjöstaden
- Åkesholm
- Öja industriområdet
- Östra förstaden
- Östra industriområdet

### Galleri

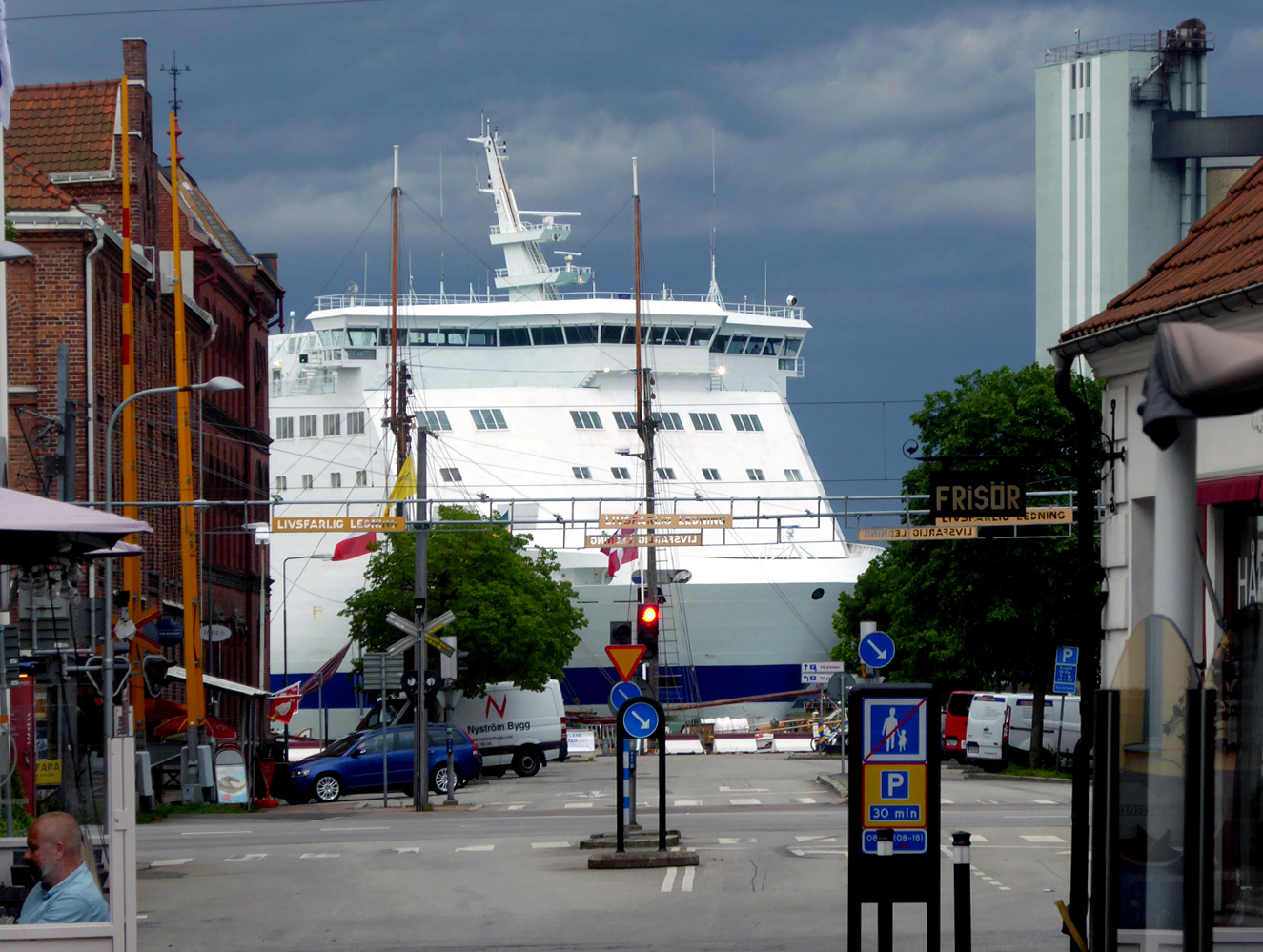
Hamngatan. Unity Lines Polenfärja i bakgrunden.
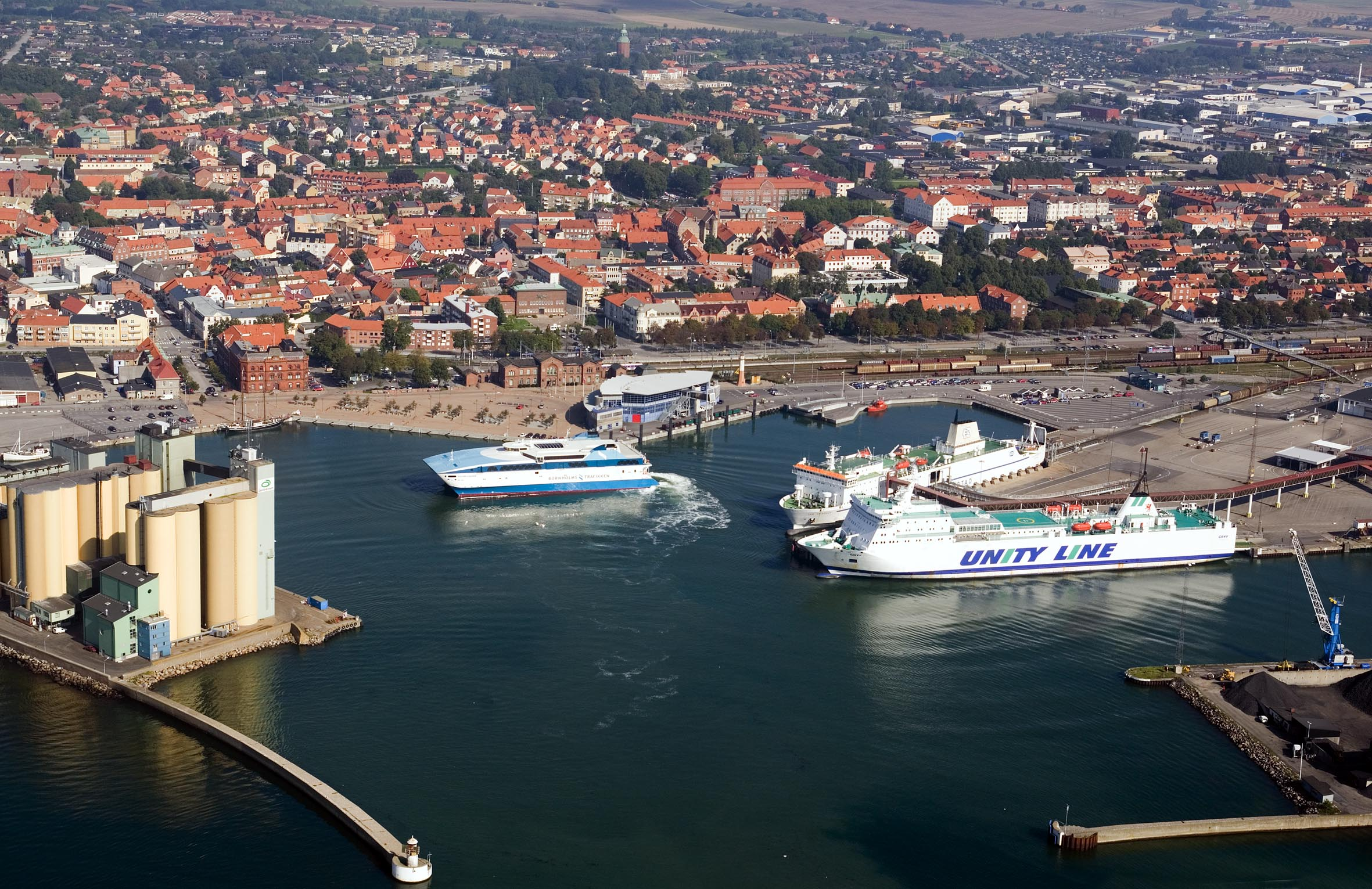
Hamnen och hamninloppet i Ystad.
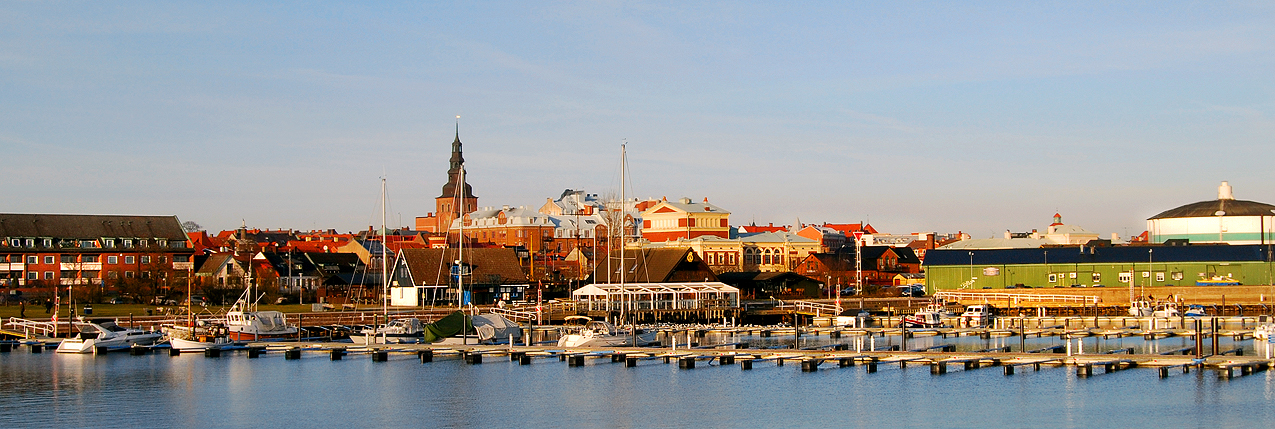
Panorama över centrala Ystad, med nyrenoverade småbåtshamnen i förgrunden.
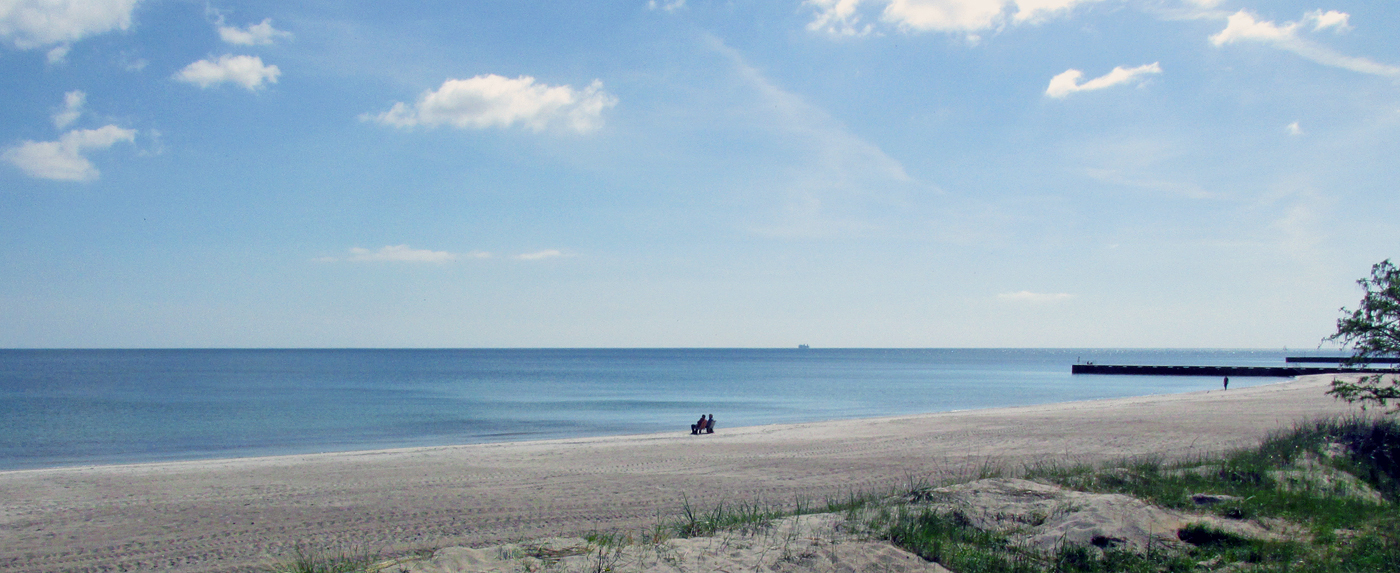
Stranden vid Ystad Saltsjöbad.
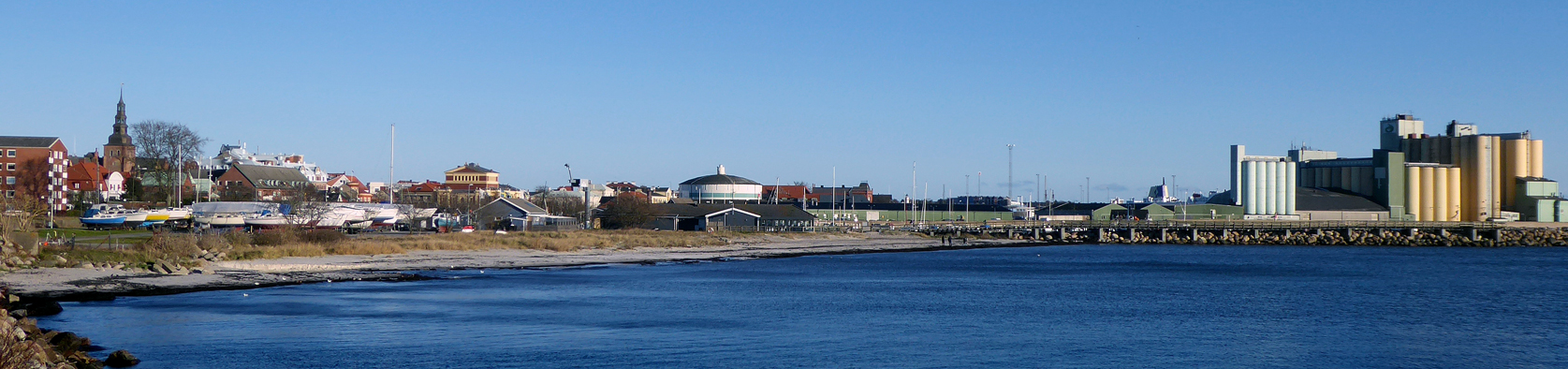
Panorama av Ystad sett från (väster) bostadsområdet Gjuteriet.
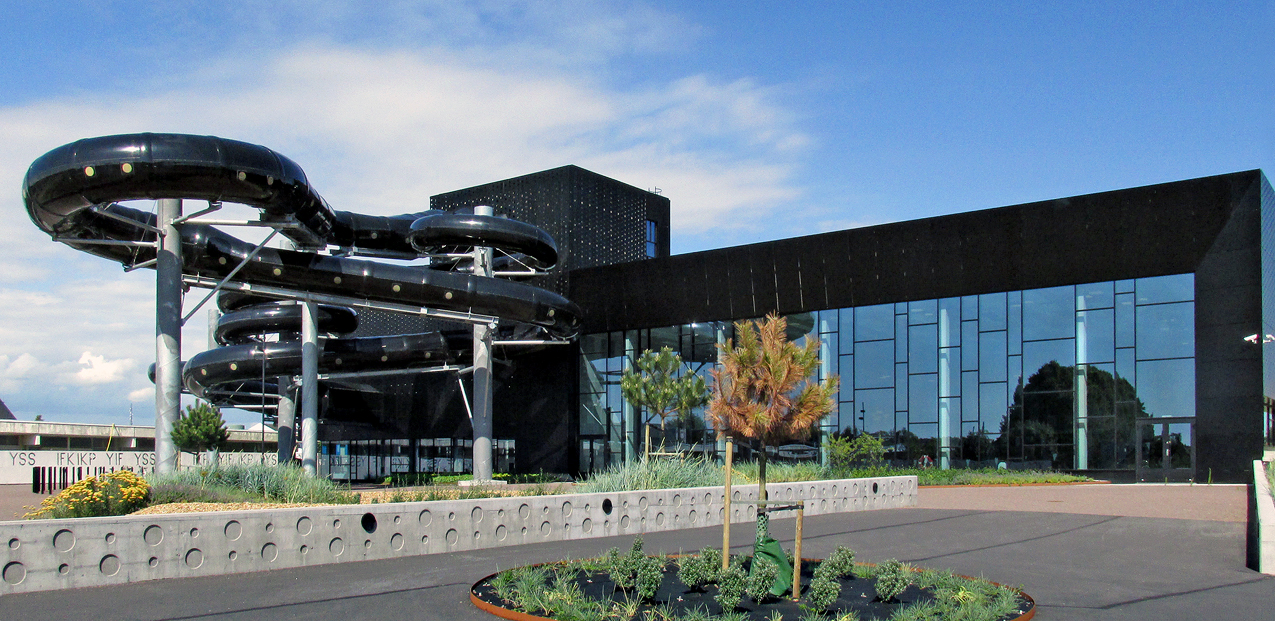
Nya Badhuset i Ystad.
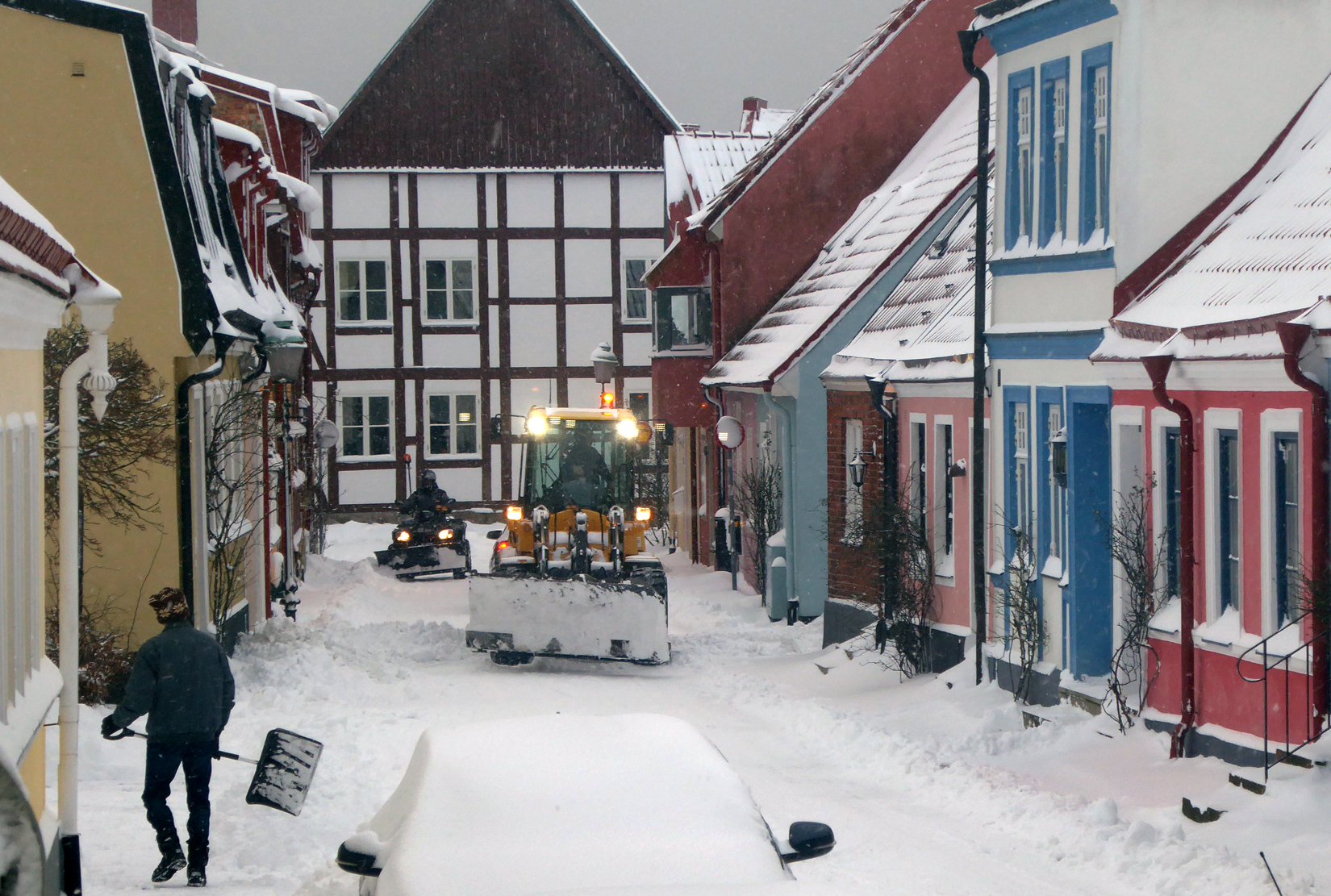
Snöplogning i centrala Ystad 2018.
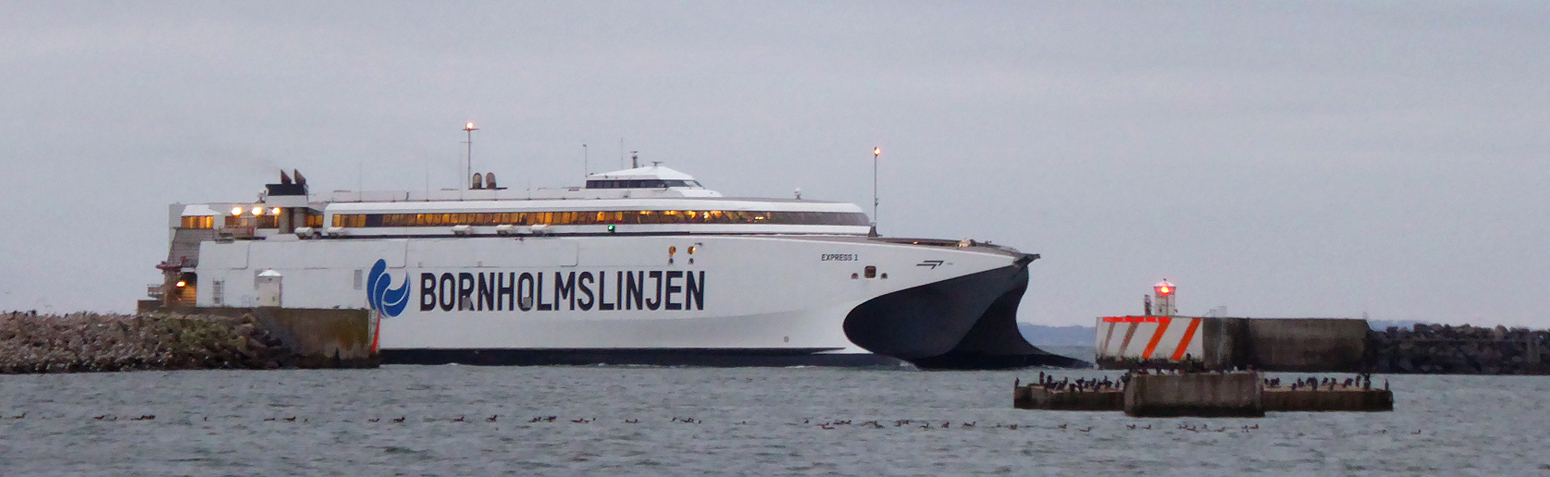
Den nya katamaranen Mols Express 1  på väg in i Ystads hamn. Bornholmslinjen
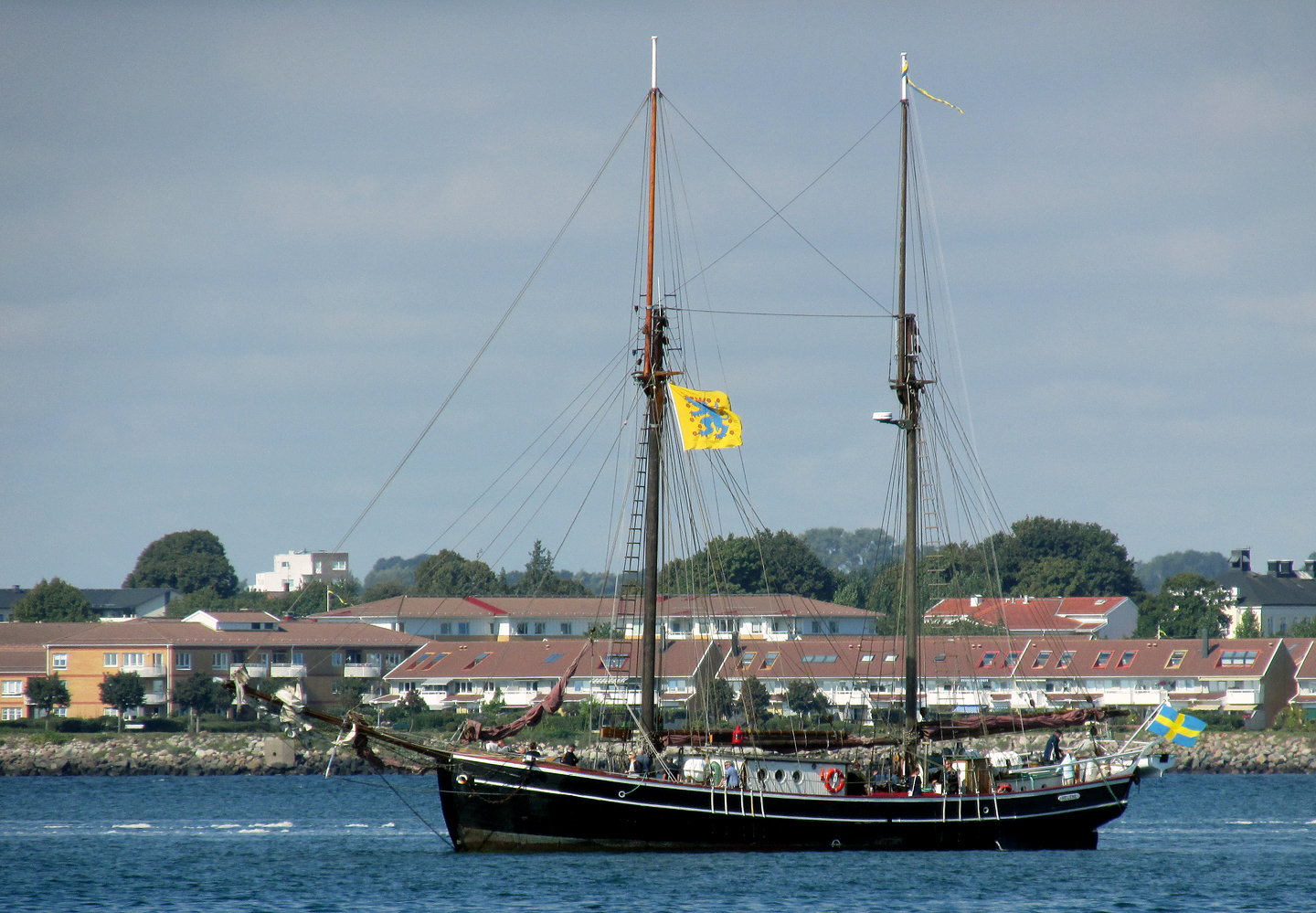
Galeasen Helene af Ystad.
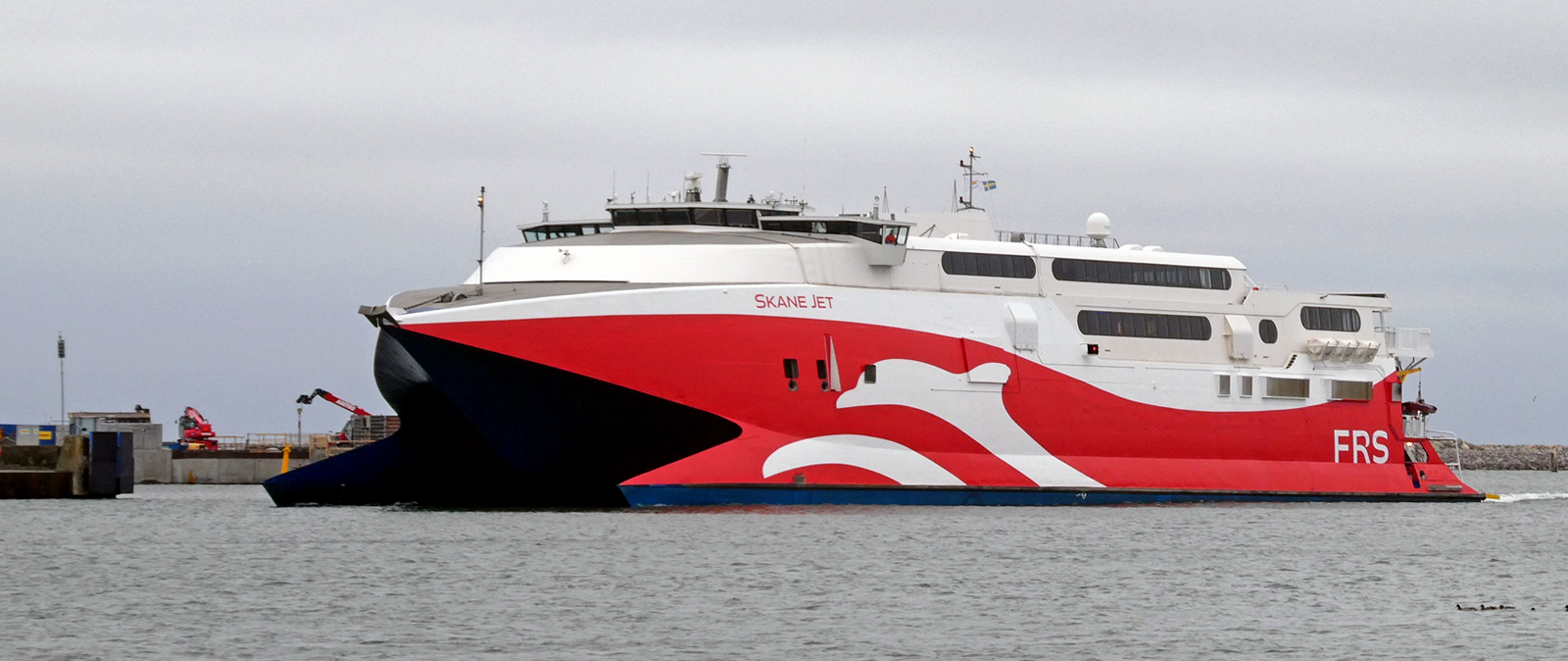
Katamaranen Skane Jet i Ystads hamn i Sept 2020. Rederiet FRS katamaran mellan Sverige och Tyskland
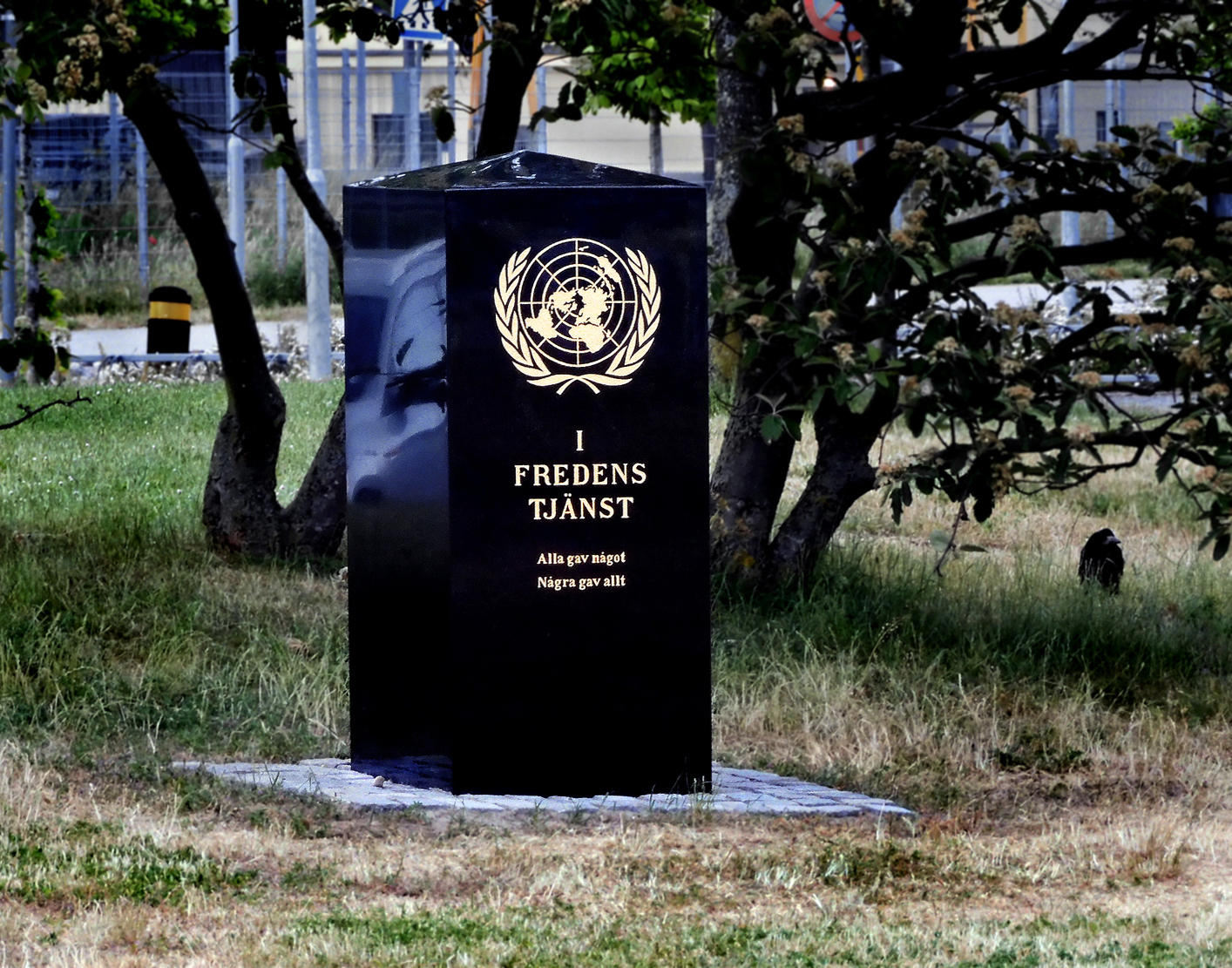
FN  Veteranmonument i Småbåtshamnen invigt veterandagen 29 maj 2021.
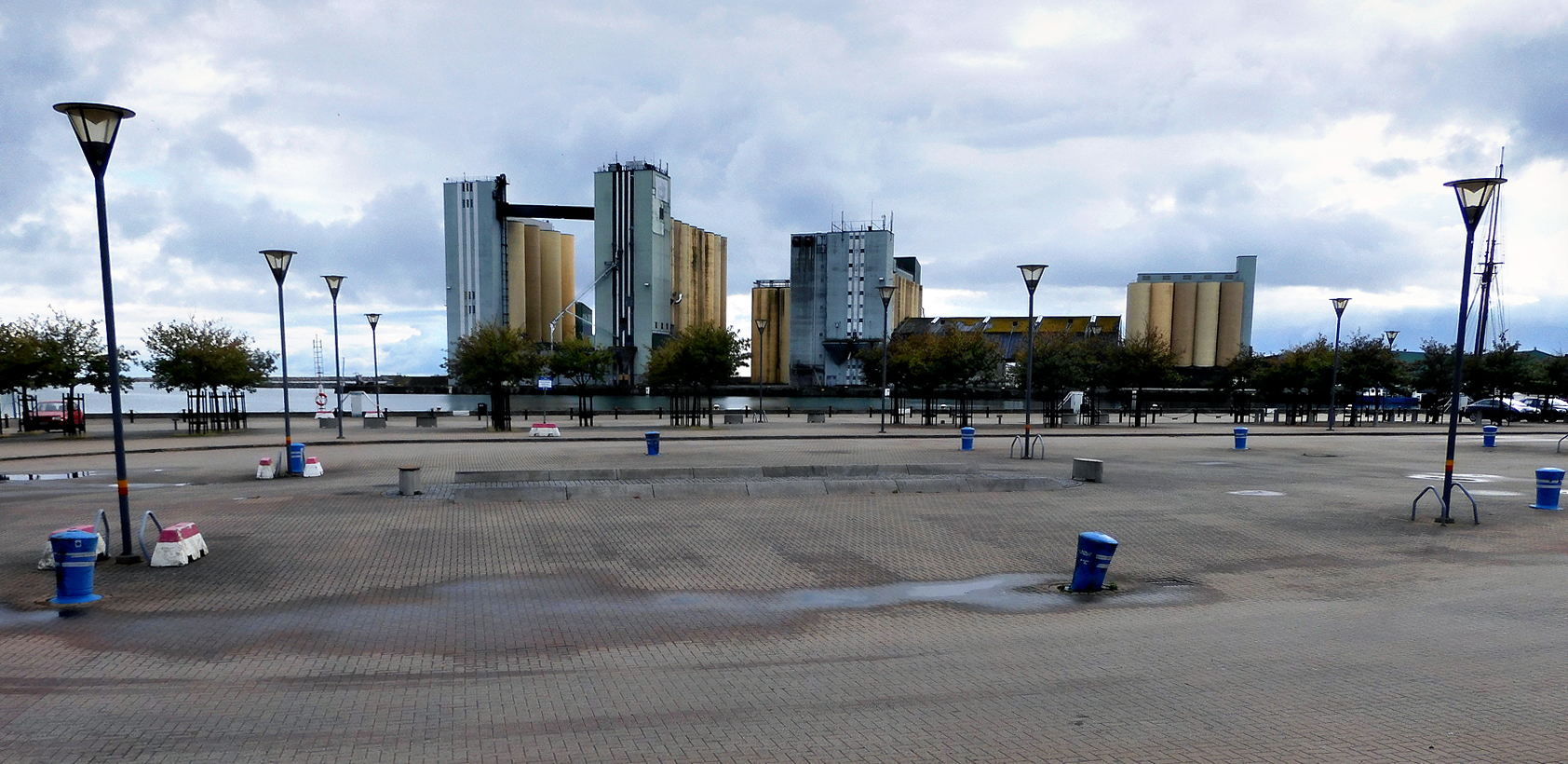
Hamnplan med Lantmännen i bakgrunden.
Sveriges äldsta biograf, Biografteatern Scala.
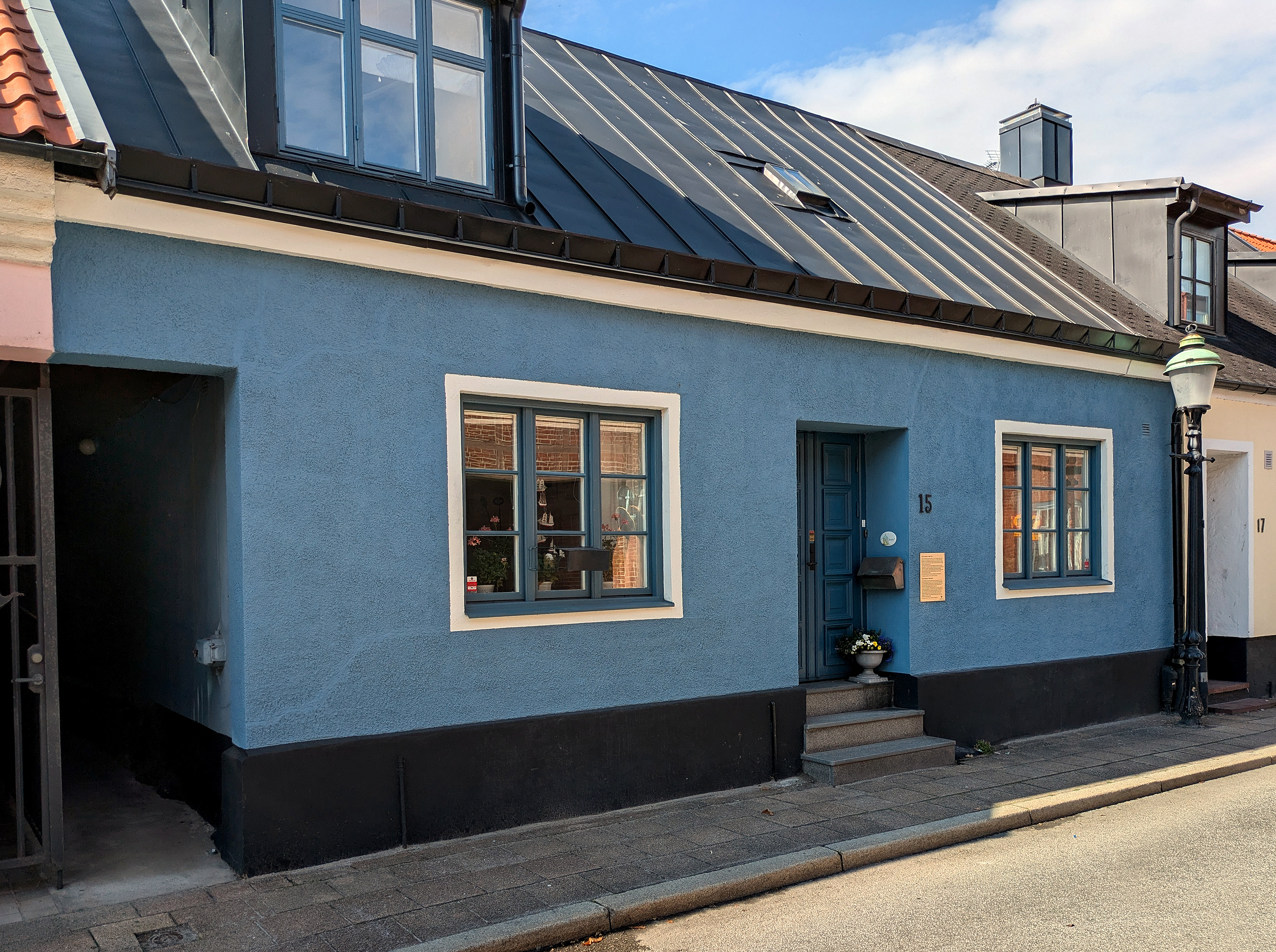
Huset på Trädgårdsgatan där Anna Q. Nilsson föddes.

## Kommunikationer

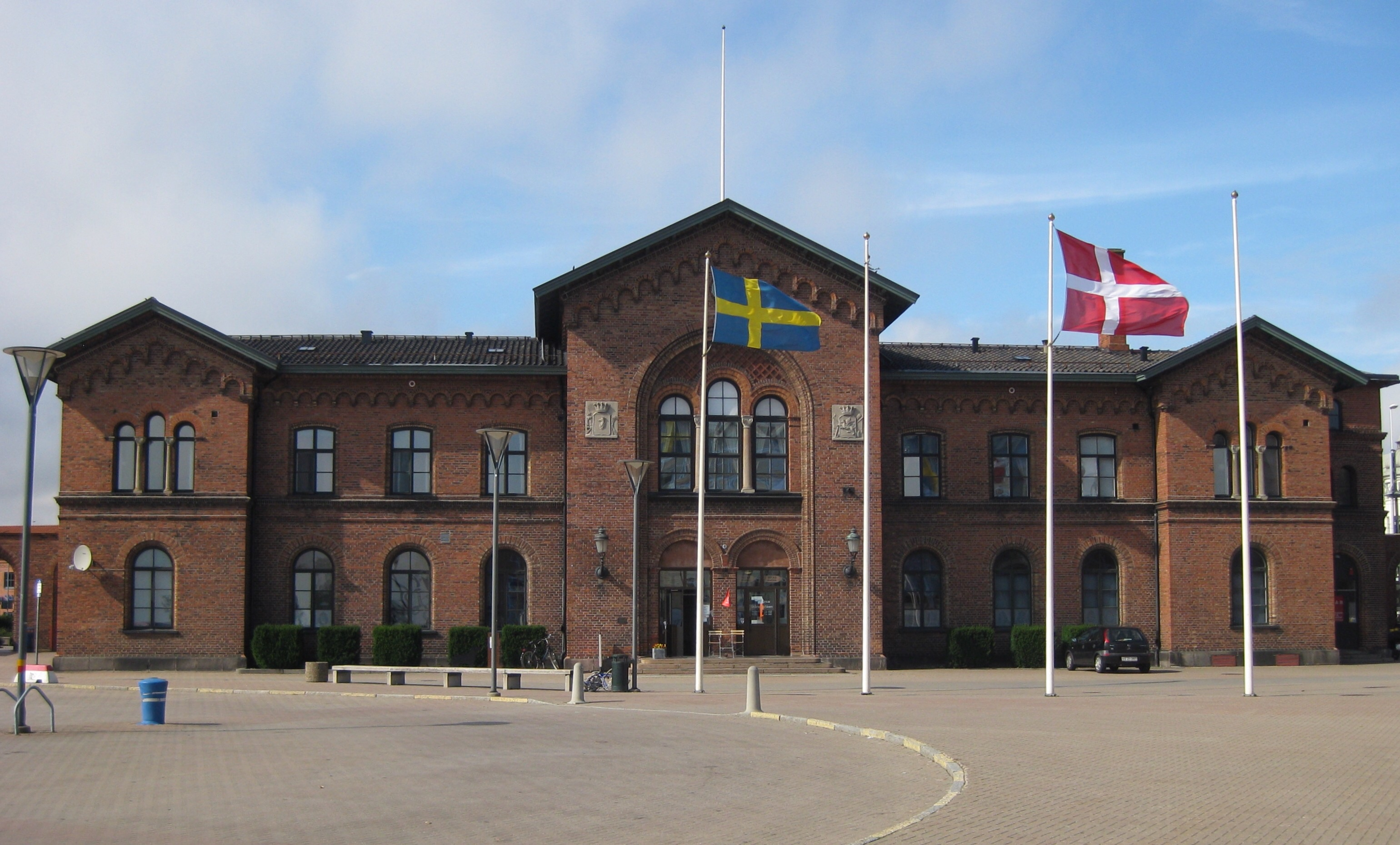
Ystads stationshus är beläget söder om järnvägen med huvudfasad mot hamnen i stället för mot staden, vilket annars är brukligt.

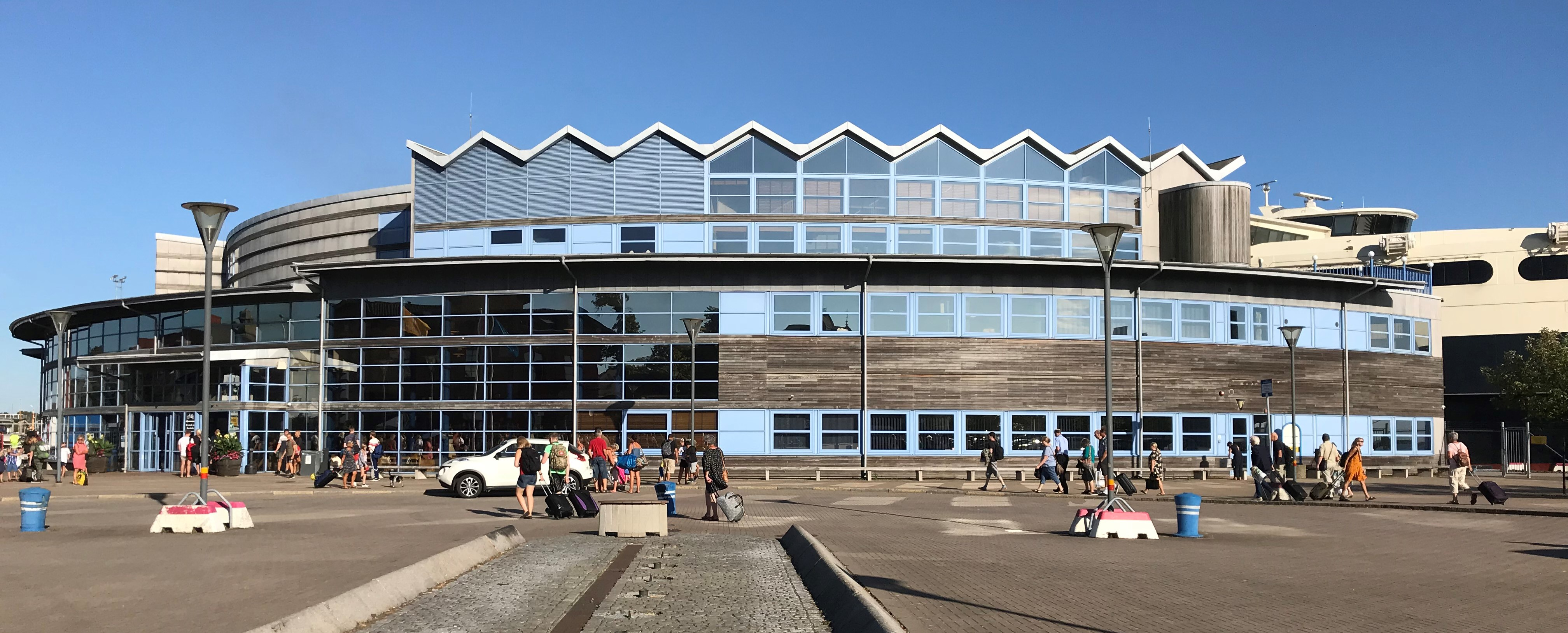
Bornholmsterminalen

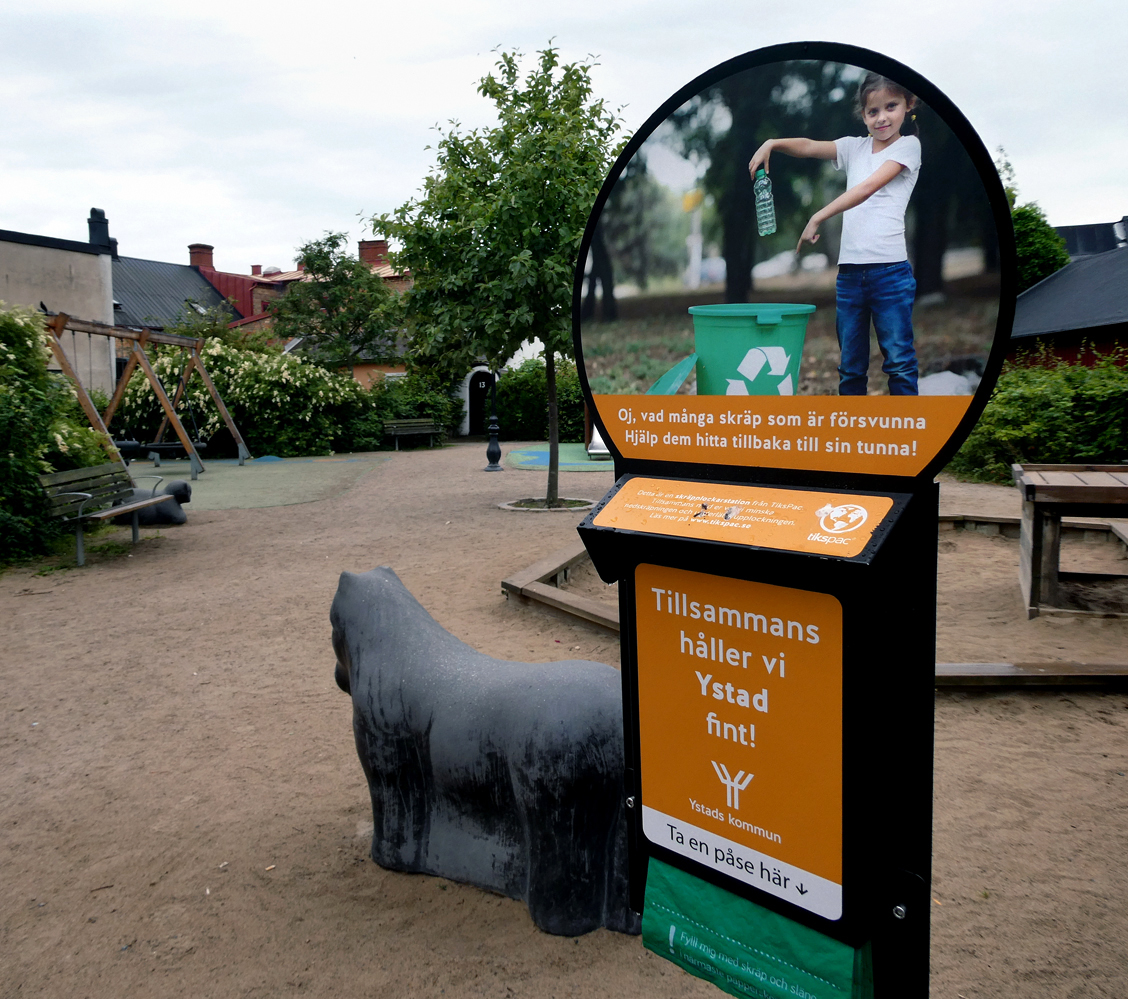
Hållare för avfallspåsar på en lekplats i centrala Ystad 2020, ett initiativ av kommunen för att stävja nedskräpning på allmän plats.

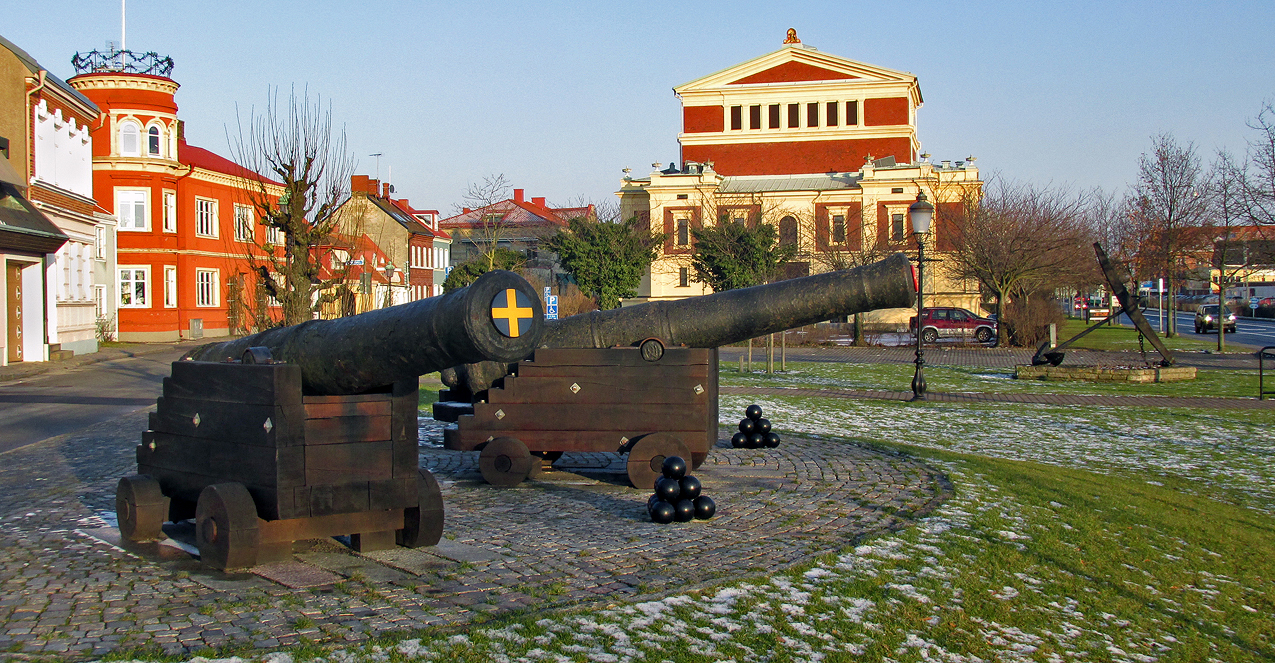
Kanonerna vid Skansgatan och Ystads Teater i bakgrunden.

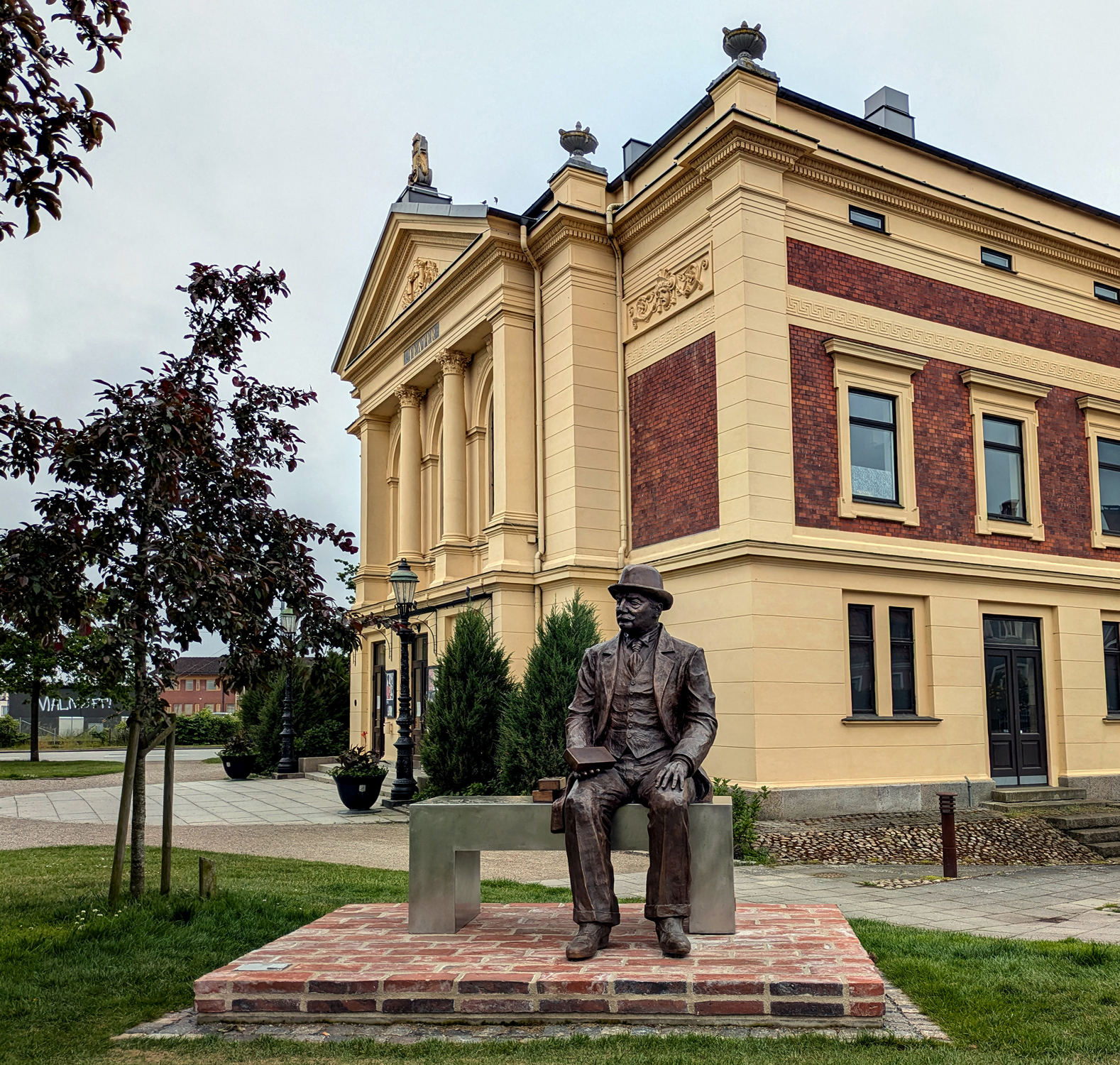
Staty av Peter Boisen framför Ystads Teater, statyn invigdes 23 april 2025.

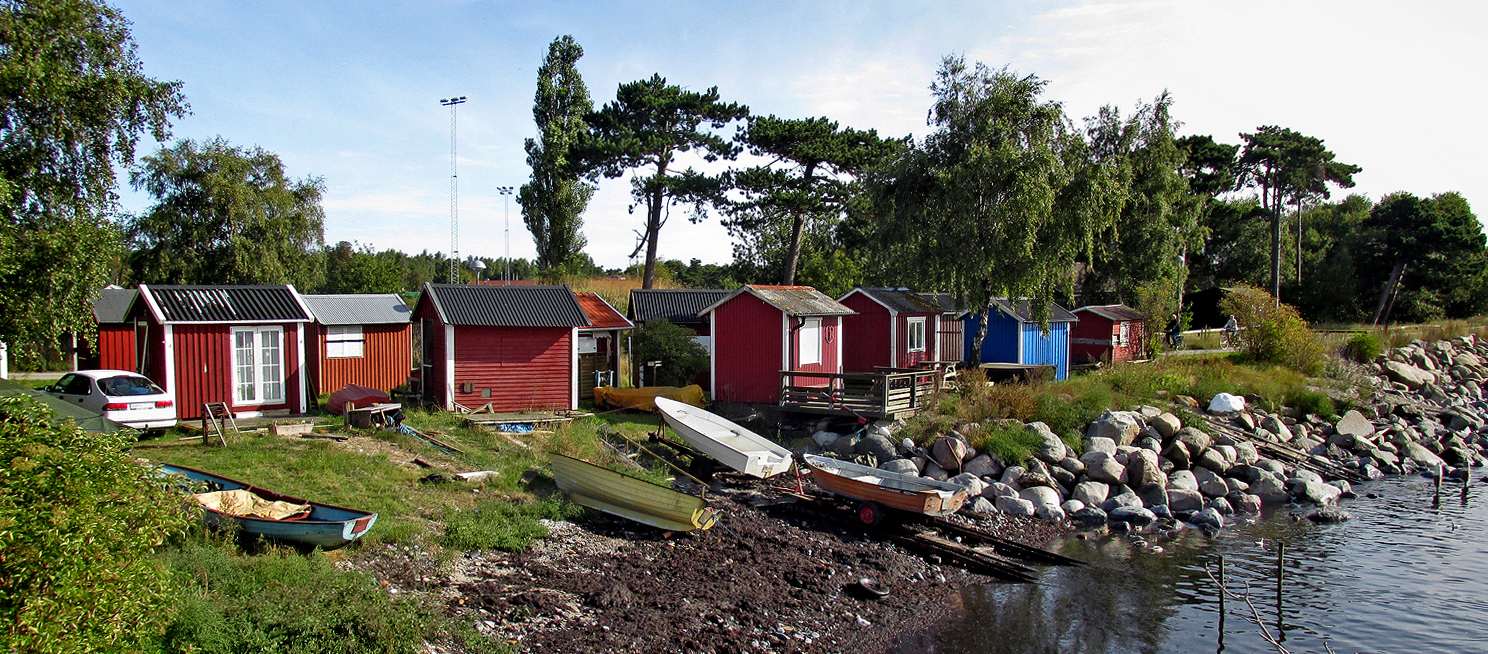
Sjöbodar (hoddor) vid Världens ände.

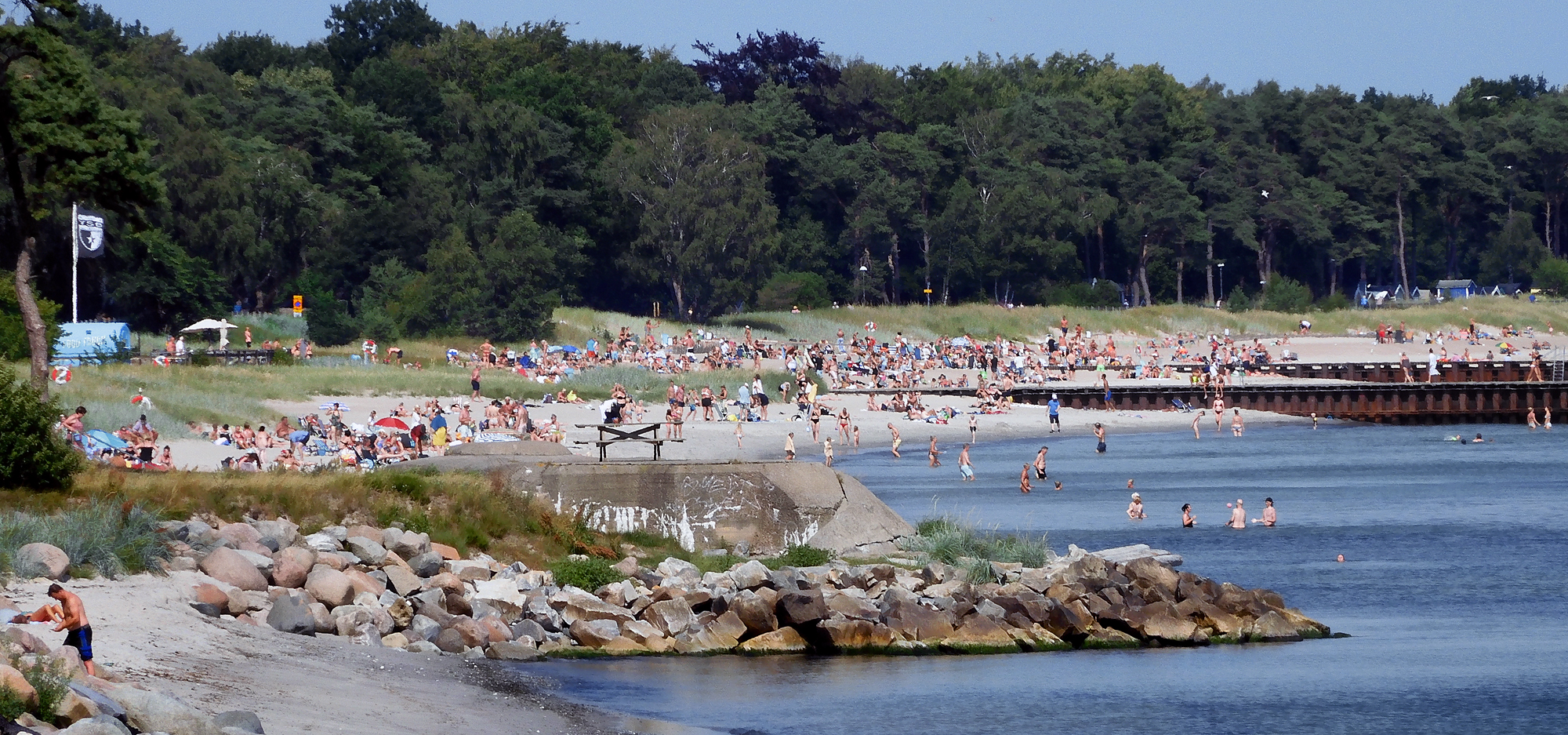
Ystads Saltsjöbad, sett från Engelska bryggan.

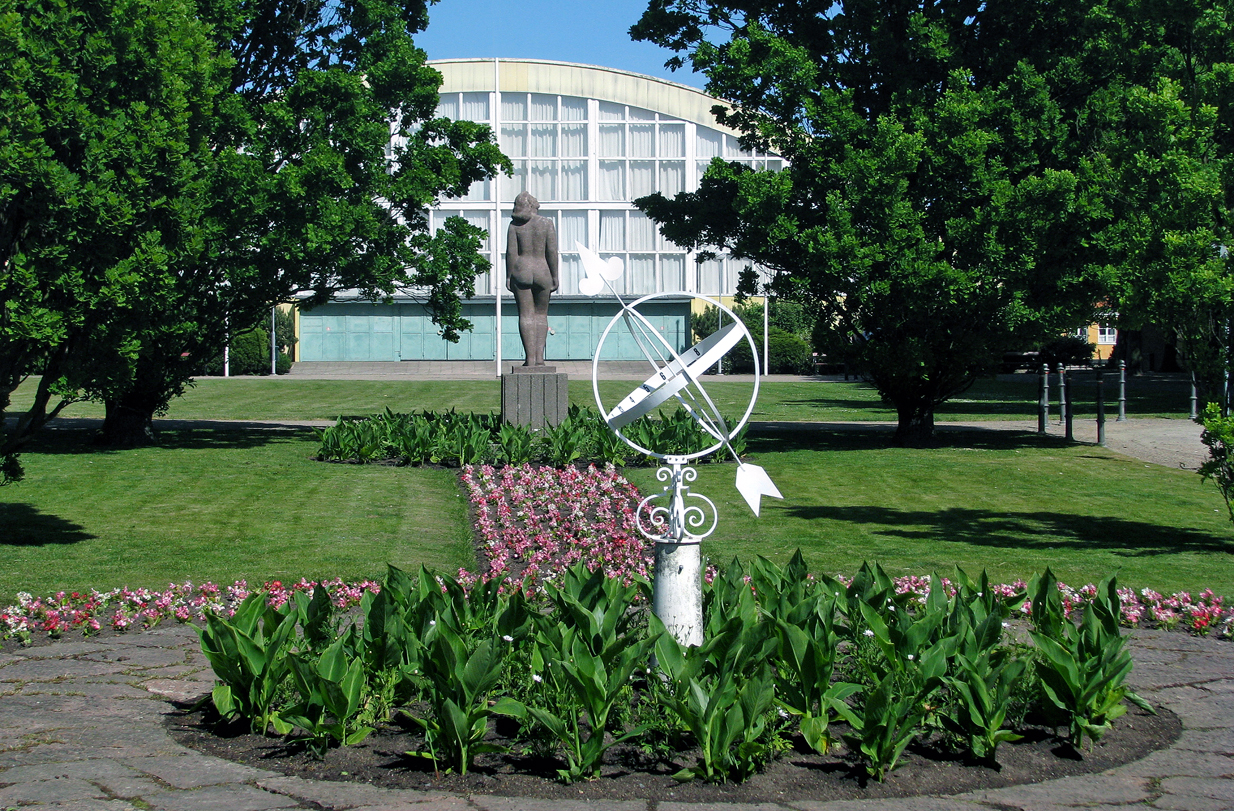
Bollhusparken med "Bollen" i fonden.

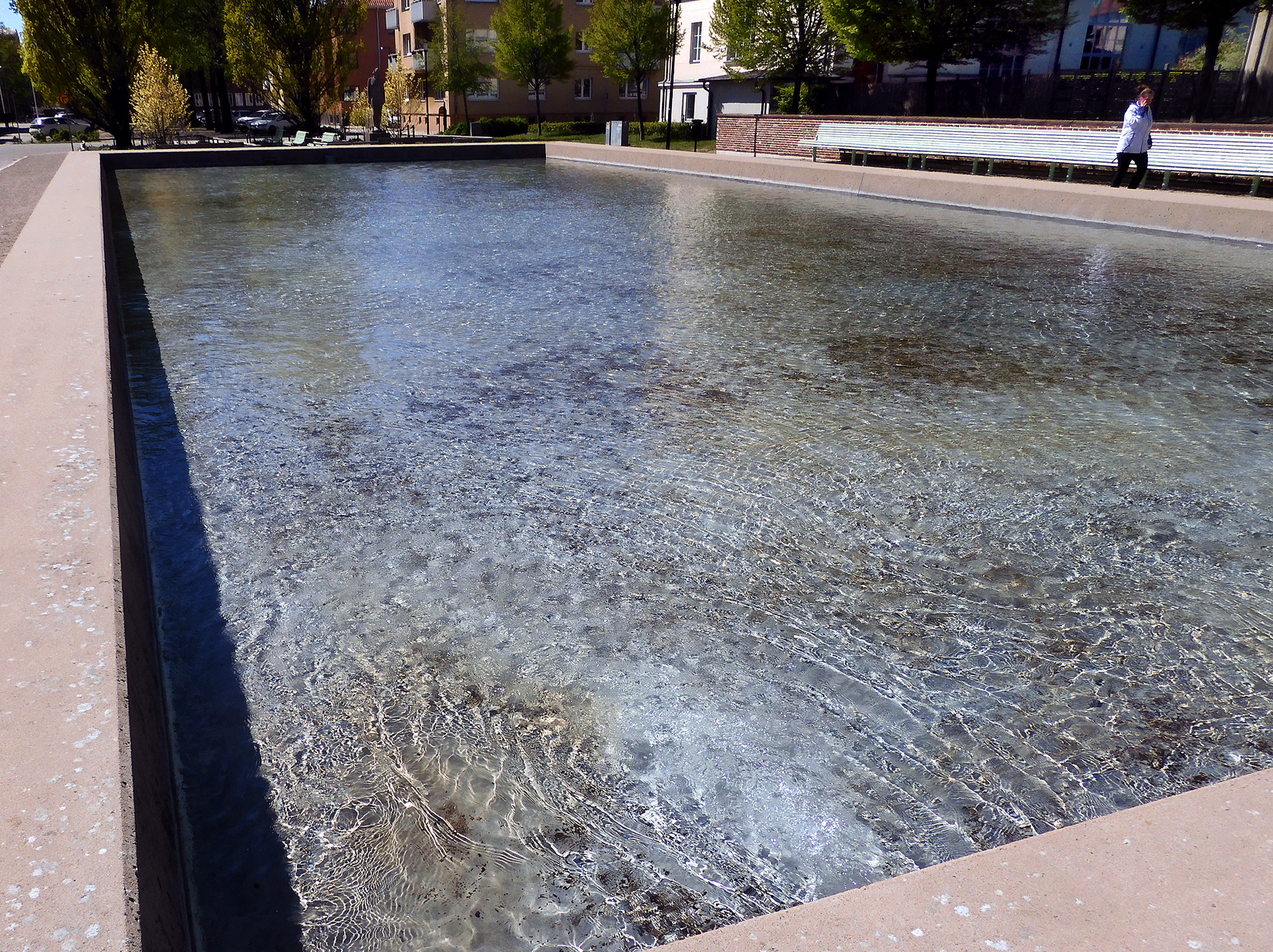
Plaskdammen i Bollhusparken.

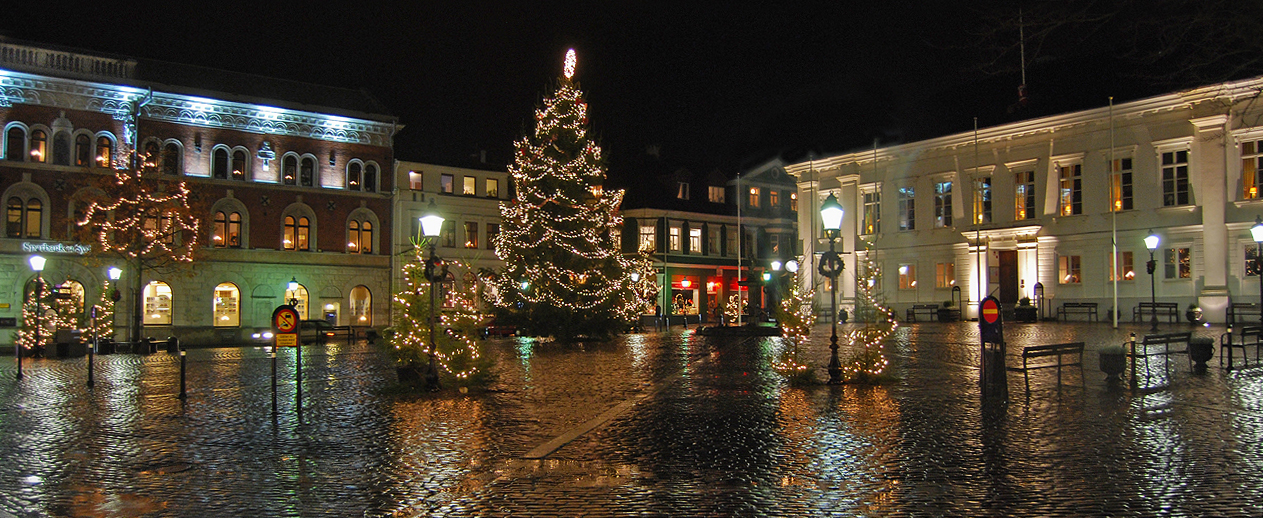
Stortorget Ystad 29 nov 2013.

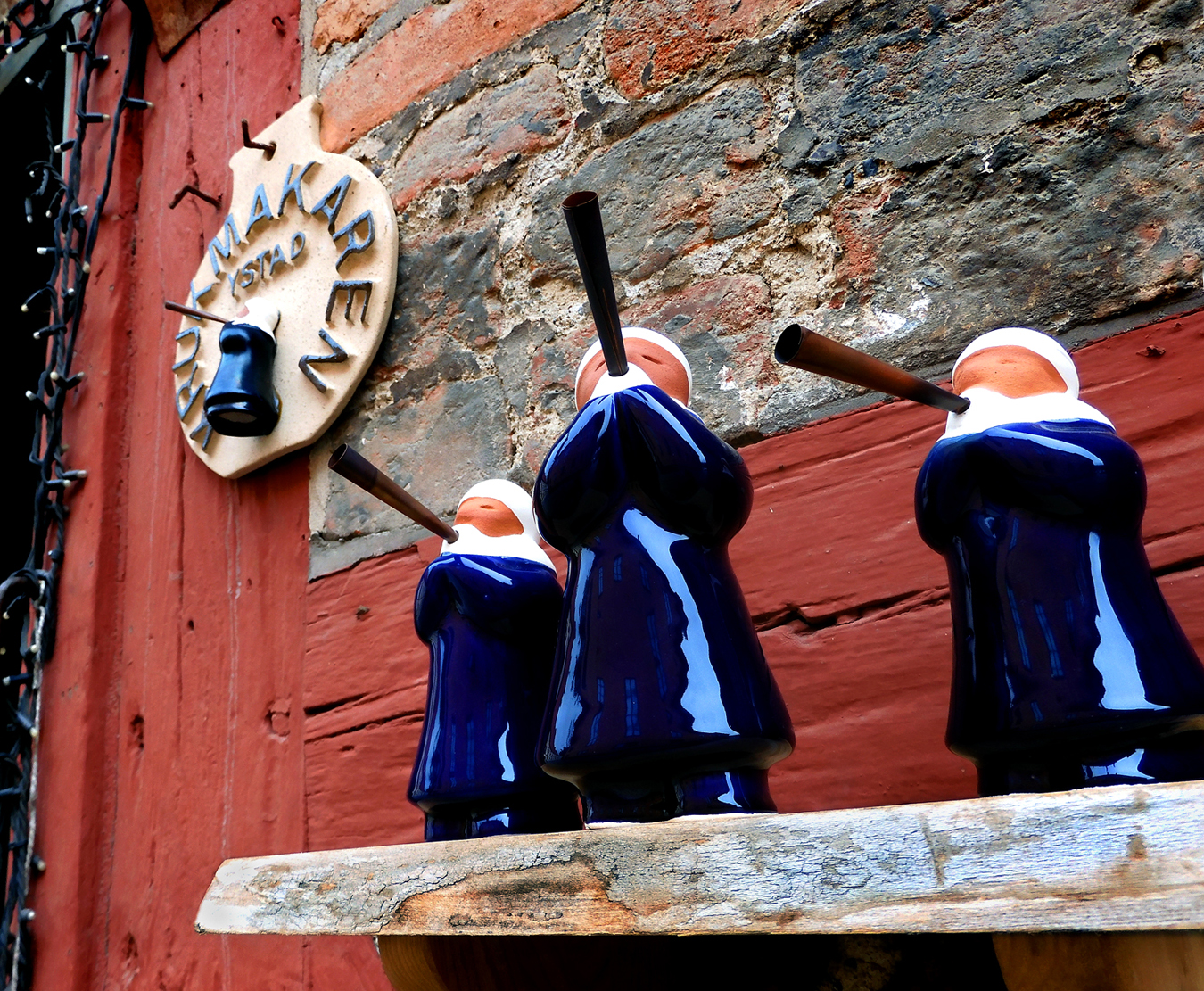
Klassisk souvenir från Ystad, Lurblåsaren /Tornväktaren.

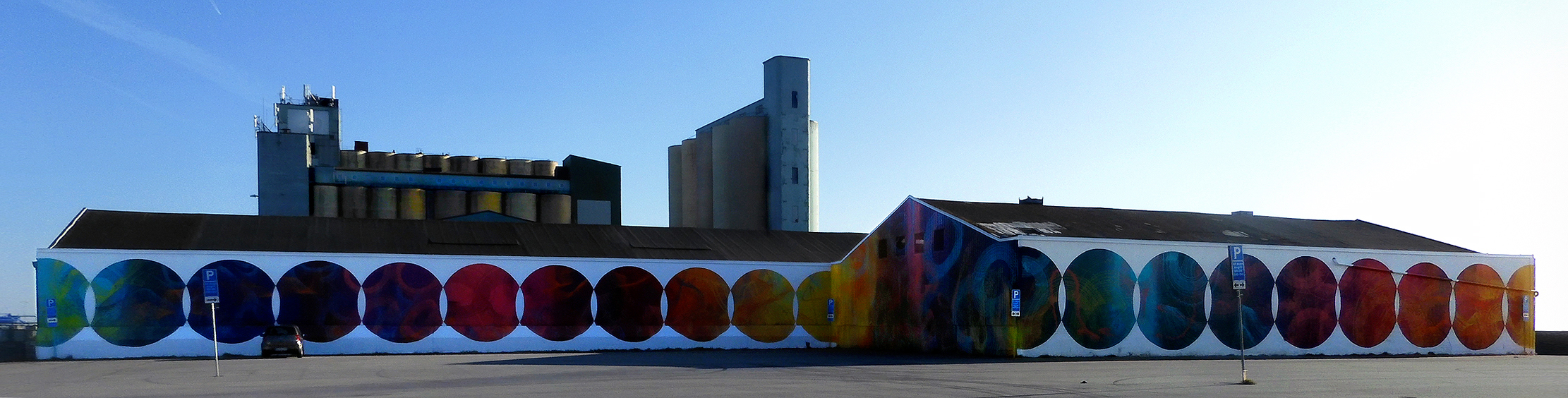
En 90 meter lång muralmålning vid en parkeringsplats i Ystads hamn.

Ystads station öppnade för persontrafik med pågatåg år 1990. Härifrån går pågatåg på Ystadbanan västerut mot Malmö och österut mot Simrishamn. 
Betydelsefullt för Ystad är även färjelinjerna till Świnoujście i Polen av rederierna Unity Line och Polferries som tar 6-8 timmar. Rederiet Bornholmslinjen med flera katamaraner når Rønne på danska ön Bornholm på 1,5 timme. Sedan 2020 erbjuder FRS Baltic katamaranservice 2,5 timme till Sassnitz på ön Rügen i Tyskland. Ystads hamn är en av Sveriges största hamnar i passagerar och godsvolym. Hamnen har byggts ut och nya kajplatser togs i bruk 2021.
Ystads småbåtshamn har 220 fasta båtplatser och 70 båtgästplatser. Vinteruppställningsplatsen för småbåtar används som övernattningsplats för husbilar/husvagnar under sommaren.
I Ystad finns det fem stadsbusslinjer som trafikerar centrala Ystad. Med regionbussar kan man nå orter som Sjöbo, Simrishamn, Trelleborg och Skurup. Direktbussar till Köpenhamn ock Kastrups flygplats i Danmark går med frekvent tidtabell. Flera olika Danska bussbolag kör rutten. 
E 65 eller Europaväg 65 från Malmö till Chania på ön Kreta i Grekland går igenom Ystad. E 65 har en omfattande vägtrafik från europeiska kontinenten och transitled för danska Bornholm till övriga Danmark. Riksväg 9 mellan Trelleborg och Brösarp  en populär turistväg längs med sydskånska kusten passerar staden. Riksväg 13 mot Höör Ängelholm och Riksväg 19 mot Tomelilla Kristianstad Osby utgår från Ystad.
Närmsta allmänna större flygplats är Sturup (Malmö Airport) cirka 40 minuter med bil. Köpenhamns flygplats Kastrup i Danmark nås på 1-1,5 timme med bil, tåg eller buss från Ystad. 
Nationella Sydkustleden för cykelturister passerar Ystad.

## Näringsliv
I Ystads kommun finns ett rikt näringsliv med cirka 4000 företag. Viktiga inkomstkällor är hamnverksamhet och turism.

### Handel
Ystad har centrumhandel med flera mindre butiker och restauranger, främst runt Stora Östergatan. År 2010 beräknades det finnas 50 arbetsställen för handel med 350 anställda i Ystads centrum. Enligt en ny avgränsning för år 2015 fanns det i Ystads centrum ett handelsområde med kod H1286001 som hade 68 arbetsställen för detaljhandel med runt 300 anställda.
Ett av Ystads större varuhus var Aug. Schultz som låg på Hamngatan 3 i ett hus byggt 1910 efter August Ewes ritningar. År 1951 flyttade Schultz in i en ny byggnad på tomten norr därom på Hamngatan 1. Schultz köptes av konsumentkooperationen som nyinvigdes år 1956 som ett av de tre första varuhusen i Domus-kedjan. Domus byggdes om till bland annat Konsum under 1994.
Åhléns i Ystad byggdes 1976. Åhléns livsmedelsavdelning knoppades senare av till en Hemköp. År 2003 blev Hemköp en Sparbutik, men blev sedan Hemköp igen för att läggas ner år 2012. I februari 2021 lade även Åhléns ner och lämnade staden.
Ett mindre centralt beläget handelsområde vid Abrahamslund/Missunnavägen etablerades på 1970-talet. Enligt avgränsningen för år 2015 hade detta handelsområde koden H1286006 och fem arbetsplatser för detaljhandel. Här byggde bland annat kooperationen en butik. Även Ica Kvantum låg tidigare här, men flyttade 2013 till en ny butik vid Sjöborondellen.
Willys öppnade i Ystad 2003. Netto och Lidl etablerade sig i staden i april 2009 respektive december 2010. Netto blev Coop den 22 februari 2020, varefter kedjan hade tre butiker i Ystad.

### Bankväsende
Ystads sparbank grundades 1827. År 1894 grundades Ljunits och Herrestads häraders sparbank för befolkningen utanför staden. År 1975 gick stadens båda sparbanker ihop. Efter sammanslagning med Österlens sparbank år 1983 heter den Sparbanken Syd och är alltjämt en fristående sparbank. År 2008 etablerade sig även Färs och Frosta sparbank i Ystad, sedan Sparbanken Syd sagt upp avtalet med Swedbank.
Skånes enskilda bank grundades i Ystad år 1831. År 1875 flyttades huvudkontoret till Malmö, varefter ett avdelningskontor behölls i Ystad. Kristianstads enskilda bank öppnade ett kontor i Ystad den 1 oktober 1866. Dessa banker uppgick senare i Skandinaviska kreditaktiebolaget och Svenska Handelsbanken. Den 1 augusti 1917 öppnade även Industribanken ett kontor i Ystad. Industribanken uppgick i Nordiska handelsbanken som år 1921 ålades att dra in kontoret. Senare hade Skånska banken kontor i Ystad. PKbanken etablerade sig i Ystad på 1980-talet.
SEB, Nordea och Handelsbanken, såväl som Sparbanken Syd och Sparbanken Skåne, hade år 2021 kontor i Ystad.

## Media
I Ystad utkommer den liberala tidningen Ystads Allehanda. Tidningen grundades 1873, och det första numret utgavs den 2 juli samma år. Tidningen kommer ut varje helgfri dag och har en upplaga på 20 400 exemplar (2015). Formatet är tabloid. Det finns också Lokaltidningen som utkommer en gång i veckan

## Utbildning
Förutom diverse låg-, mellan- och högstadieskolor har Ystad fyra gymnasieskolor.

## Sport
Kända idrottsklubbar är BMK Bollen, Ystad Kraftsportklubb YKK, Ystads IF, IFK Ystad, Ystad Rockets (amerikansk fotboll), FBC Ystad (innebandy) och Ystads Simsällskap (YSS, hemklubb för OS-simmaren Mikael Örn, J-SM mästarinnan Görel Hagelin och världsmästaren i masterssimning Susanna Rosén). Anrika cykelklubben Vinco Cykel som funnits sedan 1927.

### Idrottshallar
- Ystad Arena
- Bollen
- Norreporthallen
- Västervånghallen
- Hugohallen

## Kända personer från Ystad
- Daniel Müllern, krögare
- Robert Andersson, handbollsspelare
- Mattias Andersson, handbollsspelare
- Jim Gottfridsson, handbollsspelare
- Niclas Ekberg, handbollsspelare
- Alexander Hansen, handbollsspelare
- Sebastian Seifert, handbollsspelare
- Lukas Nilsson, handbollsspelare
- Malik Bendjelloul, Oscarsbelönad dokumentärfilmare
- Carl-Einar Borgström, skulptör, tecknare och målare
- Karin Ekelund, skådespelare
- Lennart Geijer, politiker och jurist
- Rolf Holmgren, skådespelare, dramatiker
- Gunnar Hökmark, EU-parlamentariker
- Ivar Jacobson, elektroingenjör
- Ernst-Hugo Järegård, skådespelare, underhållare
- Gunilla Knutsson, Fröken Sverige.
- Kristofer Kristian Karsten, operasångare
- Lykke Li, sångare, musiker
- Sara Li, sångare
- Bengt Magnusson, TV-Journalist
- Gunnar Malmquist, astronom
- Anna Q. Nilsson, skådespelare
- Lina Nilsson, fotbollsspelare
- Lennart Persson (musikjournalist), musikjournalist
- Fredrik Petersen, handbollsspelare
- Michael Saxell, kompositör, textförfattare, producent, musiker
- John de Sohn, diskjockey, musikproducent
- Frans Jeppsson Wall, Vinnare i Melodifestivalen 2016.
- Fredrik Vilhelm Thorsson, finans- och handelsminister
- Nils Tull, sångare, pianist
- Ehrling Wahlgren, bodybuilder, debattör, författare, personlig tränare, Mr Universum

## Ystad i litteratur och film
Böckerna om kriminalkommissarien Kurt Wallander, skrivna av Henning Mankell, utspelar sig till stor del i Ystad. Wallander uppges i böckerna bo på Mariagatan. Ett flertal filmatiseringar av de olika böckerna har gjorts, och spelades då huvudsakligen in i Ystad.
I Anders Helléns detektivromaner med prosten Anders Carleson i Losta, som amatördeckare, är det Ystad som är förebilden i miljö- och tidsskildringen.

## Vänorter
- Ballerup, Ballerup kommun, Danmark[44][45]
- Druskininkai, Litauen[46]
- Świnoujście, Polen[47]
- Tidigare har även  Søllerøds kommun, Danmark,  Haugesund kommun, Norge och  Ekenäs, Finland haft vänortssamarbeten med Ystad.[48]